# Хронологія російського вторгнення в Україну (листопад 2023)
Ця стаття є частиною хронології повномасштабного російського вторгнення в Україну з 24 лютого 2022 року, яка є частиною хронології російської збройної агресії проти України з 2014 року.
Про події попереднього місяця — див. Хронологія російського вторгнення в Україну (жовтень 2023)

## 1—10 листопада

### 1 листопада
Вночі російські окупанти атакували територію України дронами «Shahed-136/131» та ракетами. За повідомленням Повітряних сил ЗСУ, було знищено 18 із 20 ударних дронів та керовану авіаційну ракету Х-59.
На Полтавщині є влучання дрона по Кременчуцькому НПЗ. За попередніми даними, поранених немає.
На Запоріжжі зафіксовано 163 ворожі удари, під вогонь окупаційних військ потрапив 21 населений пункт області. Внаслідок удару з РСЗВ загинув 52-річний житель Магдалинівки Комишуваської громади Запорізького району.
Унаслідок російської атаки на Нікополь і Марганецьку громаду загинула одна людина, ще семеро дістали поранень.
В результаті російських атак на Херсонську область щонайменше троє людей загинули і четверо отримали поранення. Наступ на Мелітополь триває, що призводить до втрат у живій силі та техніці. Росія атакувала на Куп'янському, Бахмутському, Авдіївському, Мар'їнському та Шахтарському напрямках, де було відбито до 57 атак. На Куп'янському та Бахмутському напрямках українці відбили 10 атак у районах Синьківки, Іванівки та Стельмахівки, росіяни намагалися повернути позиції біля Хромового, Ключіївки та Андріївки, на південь від Бахмута українські війська продовжували атаки. На Авдіївському та Мар'їнському напрямках російські війська продовжували спроби оточити Авдіївку, але українські війська тримали оборону, відбивши сім атак біля Північного та Первомайського. Також було відбито понад 20 атак у районі Мар'їнки. На Шахтарському напрямку росіяни провели невдалі обстріли поблизу Старомайорська. Протягом дня РФ здійснила п'ять ракетних ударів, 75 авіаударів та 56 обстрілів українських позицій та населених пунктів (повідомляється про жертви серед мирного населення та зруйновану інфраструктуру). Українська авіація завдала дев'ять авіаударів по районах зосередження та три по зенітно-ракетних комплексах, а артилерія — по п'яти радіолокаційних станціях, двох складах боєприпасів, району зосередження, двох блокпостах, трьох зенітно-ракетних комплексах та 11 артилерійських одиницях.
За даними Інституту вивчення війни (ISW), російська армія готується до нової хвилі атак на українські позиції в районі Авдіївки, оскільки попередні атаки не принесли очікуваних результатів. За повідомленнями військових блогерів, останнім часом темп російських операцій сповільнився, переважно на північ і південь від міста. На думку експертів ISW, «російські війська, можливо, проводять кампанію з перехоплення українських цілей. Вони готують повітряні обстріли і застосування артилерії напередодні нової хвилі атак». Тим часом українські військові продовжували наступальні дії під Бахмутом і на заході Запорізької області. Російські війська, у свою чергу, продовжували атаки на лінії Куп'янськ — Сватове — Кремінна, в напрямку Бахмута, під Авдіївкою, на захід і південний захід від Донецька, на кордоні Донецької та Запорізької областей і в західній частині Запорізької області, просунувшись на деяких ділянках.
Міністерство оборони Великої Британії повідомило, що Росія втратила щонайменше 4 зенітно-ракетні комплекси С-400 «Тріумф» в результаті українських атак за останній тиждень, три з них були знищені в Луганській області і один — у Криму. За словами міністерства, «останні втрати підкреслили, що інтегрована система протиповітряної оборони Росії все ще не в змозі впоратися з сучасною високоточною зброєю і, швидше за все, збільшить і без того важке навантаження на інші системи та операторів».

### 2 листопада
Вночі російські окупанти обстріляли село Станіслав на Херсонщині. У селі було більше 40 прильотів. Через ворожий вогонь загинула літня жінка. Також пошкоджено будівлі ліцею та місцевої амбулаторії, приватні будинки.

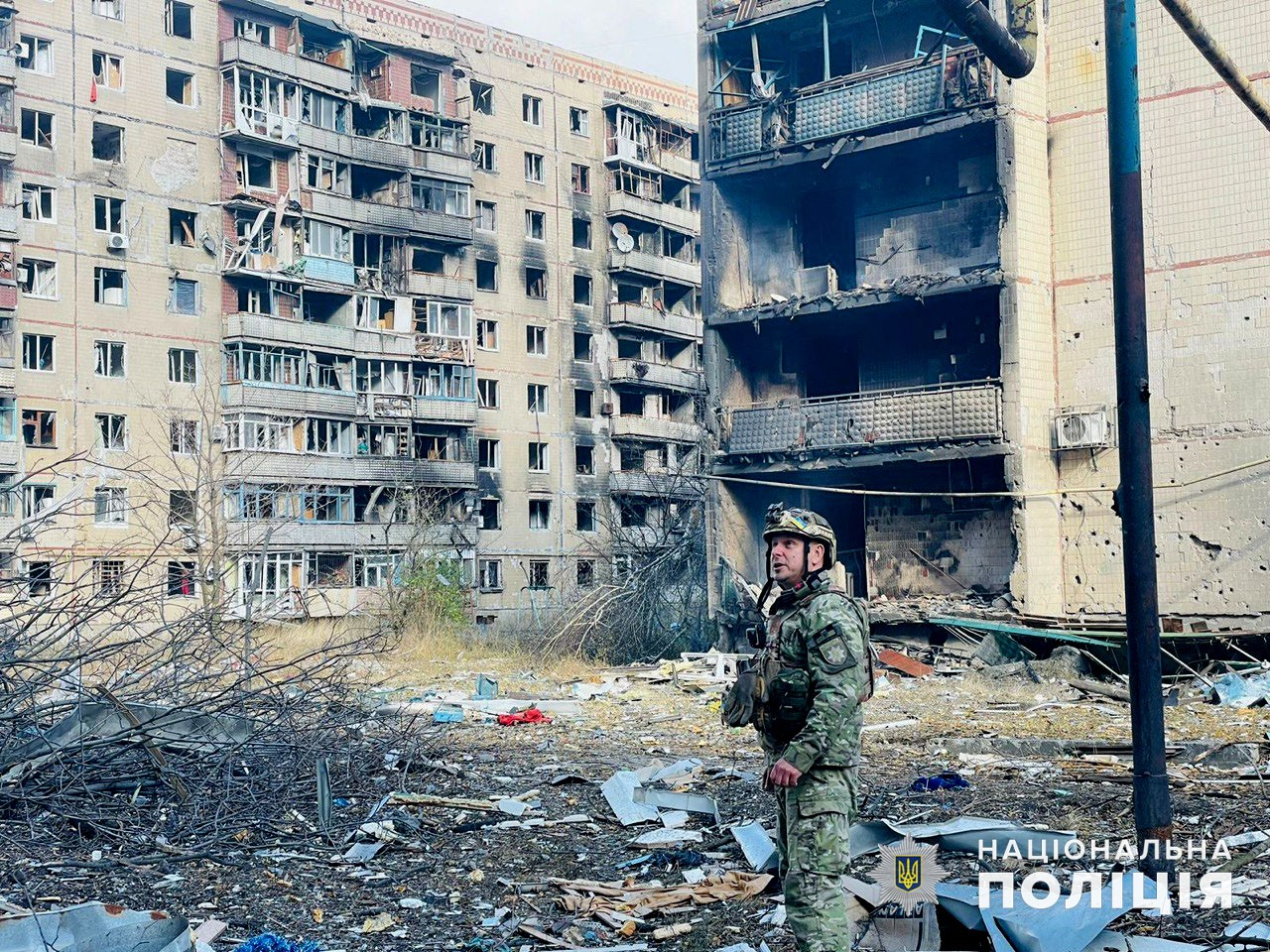
Будинки в Авдіївці після масованих обстрілів. 2 листопада 2023

Головнокомандувач Збройних сил України Валерій Залужний дав інтерв'ю журналу The Economist. Залужний констатував, що війна в Україні переходить у небезпечний «позиційний етап» і розповів, як цього можна уникнути. Ось короткі 5 пунктів від головнокомандувача ЗСУ:
1. Перевага в повітрі. За словами Залужного, контроль над небом необхідний для великомасштабних наземних операцій. Він нагадав, що на початку війни в України було 120 бойових літаків. З них лише одна третина була придатна до використання. Тому він наголошує на важливості безпілотників для України.
2. Радіоелектронна боротьба (РЕБ). На думку Залужного, РЕБ — ключ до перемоги у війні безпілотників. Він нагадав, що за останнє десятиліття Росія модернізувала свої сили РЕБ, створивши новий рід армії та 60 нових видів техніки. Залужний зауважує, що в Україні вже створили багато власних електронних систем захисту, які можуть запобігти глушенню. Але ЗСУ також потрібен більший доступ до електронної розвідки від союзників України.
3. Контрбатарейний вогонь — ураження артилерії противника.
4. Нові технології розмінування. Залужний повідомив, що навіть західні засоби для розмінування виявилися недостатніми з огляду на масштаби російських мінних полів, які місцями простягаються на 20 км.
5. Здатність мобілізувати та навчати більше резервів. На думку Залужного, Україна має нарощувати резерви. Тому потрібно розширити категорію громадян, які можуть бути призвані на військові навчання чи мобілізацію. Залужний констатував, що Росія має втричі більший мобілізаційний людський ресурс, ніж Україна. Тому один із головних пріоритетів — нарощування українських резервів. Серед проблем щодо резервів головнокомандувач назвав обмежені можливості підготовки на території України, обмежені можливості ротації військових, ухилення від мобілізації.

Кількість загиблих росіян за статистикою української сторони з 24 лютого 2022 року перевищила 300 000 осіб.
В Генштабі повідомляють:
Протягом минулої доби відбулося 50 бойових зіткнень. Загалом ворог завдав 7 ракетних та 70 авіаційних ударів, здійснив 93 обстріли з реактивних систем залпового вогню по позиціях наших військ та населених пунктах. Внаслідок російських терористичних атак, на жаль, є загиблі та поранені серед цивільного населення. Руйнувань та пошкоджень зазнали приватні житлові будинки та інша цивільна інфраструктура
Російська армія обстріляла транспортне підприємство у Херсоні близько 10 ранку, заявив голова обласної військової адміністрації Олександр Прокудін. Поранення отримали четверо людей, двоє з них знаходяться у тяжкому стані.
Президент України Володимир Зеленський заявив, що російська армія намагалася наступати на Вугледар, але була відбита українськими військовими, внаслідок чого росіяни зазнали великих втрат, зокрема кілька десятків одиниць техніки та значні втрати. Міністерство з питань реінтеграції тимчасово окупованих територій України повідомило, що у зв'язку зі складною «ситуацією з безпекою» влада ухвалила рішення про обов'язкову евакуацію 275 дітей та їхніх батьків або опікунів із 66 населених пунктів Куп'янського району Харківської області.
Президент Росії Путін підписав закон, яким скасував ратифікацію Договору про всеосяжну заборону ядерних випробувань. Підпис очільника Кремля скасовує рішення, ухвалене 23 роки тому.

### 3 листопада

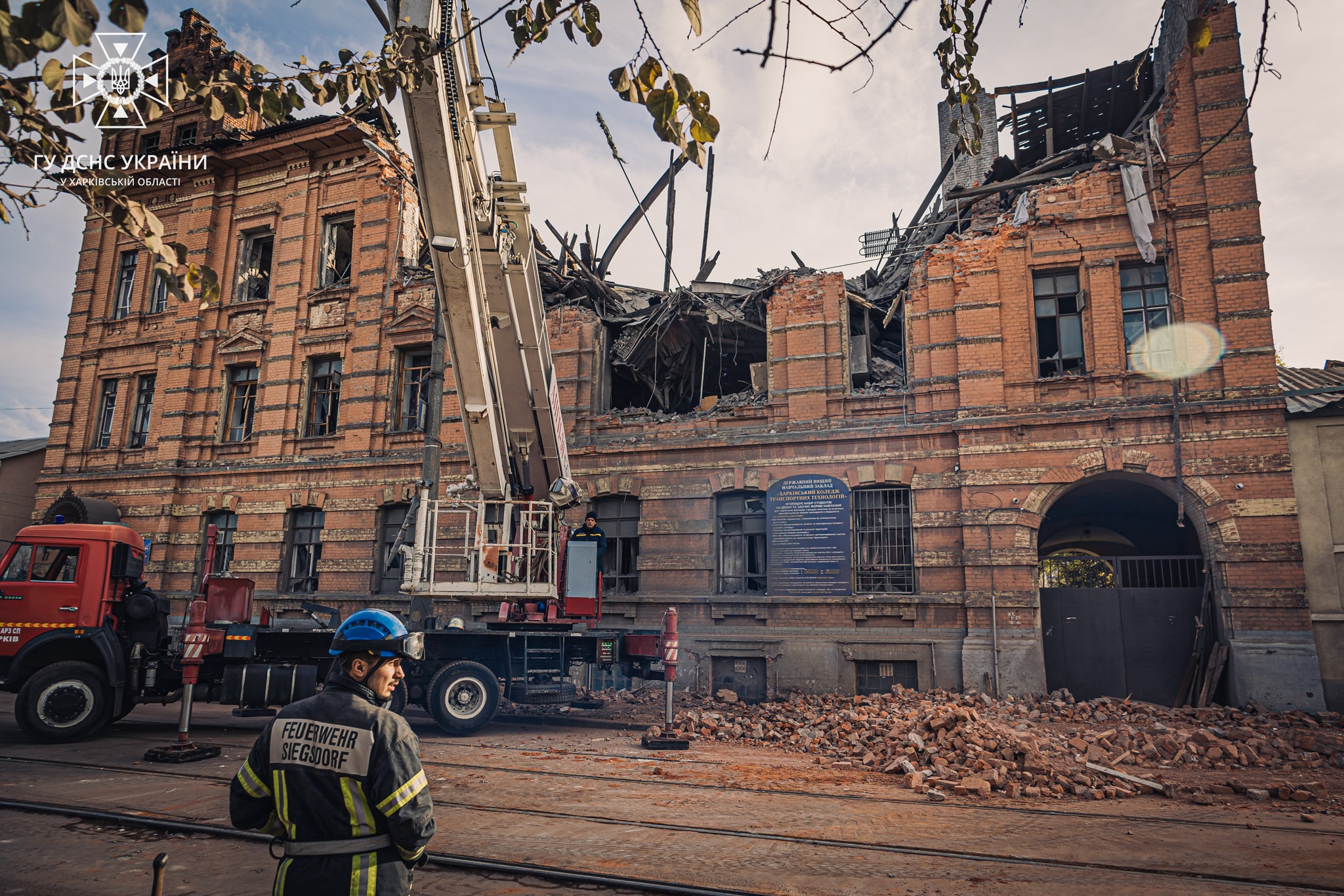
Наслідки ураження дроном коледжу транспортних технологій у Харкові. 3 листопада 2023

У ніч з 2 на 3 листопада російські війська завдали чергового удару по Україні, застосувавши 38 ударних БпЛА типу «Shahed-136» і 131 та 1 керовану авіаційну ракету Х-59. Силами та засобами протиповітряної оборони знищено 24 ударні БпЛА і ракету Х-59. Близько 10 ударів безпілотниками «Shahed» було здіснено по Харкову та його передмістю. Зафіксовані пошкодження приватних будинків, навчального закладу та автомобілів в Основ'янському й Шевченківському районах міста, також згорів житловий будинок, автозаправна станція та адміністративна будівля.
Начальник Дніпропетровської ОВА Сергій Лисак заявив, що російські війська сім разів атакували Нікополь, поранивши щонайменше одну цивільну особу.
Держсекретар США Ентоні Блінкен підтвердив, що Сполучені Штати нададуть Україні новий пакет військової допомоги на суму 425 мільйонів доларів. Цей пакет включатиме допомогу у сфері безпеки на 125 мільйонів доларів, а також 300 мільйонів доларів для зміцнення української ППО в довгостроковій перспективі.
Голова військової адміністрації Віталій Барабаш повідомив, що «росіяни ведуть артилерійський вогонь по Авдіївці, в першу чергу по позиціях українців на флангах навколо міста. Вони також не відмовилися від піхотних атак», додавши, що «очікували ще більшого удару. Противник атакував піхотою, не використовуючи поки що бронетехніку. Ми розуміємо, що вночі почнеться третя хвиля наступу». Росіяни, ймовірно, атакують коксохімічний комплекс на північний захід від міста, оскільки завод є ключовою точкою опору для українців, які захищають місто.
На Куп'янському та Бахмутському напрямках українці відбили близько 10 атак в районах Синьківки, Іванівки, Стельмахівки та Верхньокам'янського, росіяни намагалися відновити позиції в районі Ключівки та Андріївки (близько 10 атак), на південь від Бахмута українські війська продовжували атаки. На Авдіївському та Мар'їнському напрямках росіяни продовжували спроби оточити Авдіївку, але українці тримали оборону, відбивши близько 20 атак біля Степового, Тоненького, Авдіївки, Сєвєрного та Первомайського. Також близько 20 атак було відбито в районі Мар'їнки та Новомихайлівки. На Шахтарському та Запорізькому напрямках російсько-терористичні війська здійснили невдалі атаки в районах Старомайорського та Роботиного. Протягом дня Росія здійснила два ракетних удари, 62 авіаудари та 77 обстрілів українських позицій та населених пунктів (повідомляється про жертви серед мирного населення та зруйновану інфраструктуру). Українська авіація завдала дев'ять авіаударів по районах зосередження та два по зенітно-ракетних комплексах; у свою чергу, артилерія завдала ударів по семи районах зосередження, станції радіоелектронної боротьби, радіолокаційній станції, двох складах боєприпасів та 10 артилерійських установках.
Генерал-майор Бундесверу Кристіан Фройдінг заявив, що Німеччина передбачила кошти для України у своєму бюджетному плануванні до 2032 року. Він додав, що понад 8 000 українських солдатів пройшли підготовку в Німеччині з моменту вторгнення.
Міністерство оборони України оголосило про зміну процесу випробувань озброєнь вітчизняного виробництва та скасування деяких вимог до випробувань, які не стосуються бойових можливостей озброєнь вітчизняного виробництва. Вважалося, що такі тривалі випробування не є необхідними у воєнний час, особливо з огляду на обсяги виробництва зброї.
Війська РФ близько 10:10 завдали ракетного удару «Іскандер-М» по шикуванню українських військових зі 128-ї окремої гірсько-штурмової Закарпатської бригади (ОГШБр), яких зібрали для нагородження до Дня ракетних військ і артилерії на території прифронтової зони в Запорізькій області, внаслідок чого 28 чоловік загинуло і ще 53 поранені. Дмитро Лисюк — командир бригади. Військовослужбовці чекали комбрига понад пів години, а тоді стався «приліт», унаслідок якого є загиблі та поранені.

### 4 листопада
Російські окупанти атакували крилатими та балістичними ракетами Дніпровщину та Полтавщину. За інформацією Командування Повітряних Сил ЗСУ, російською армією було запущено 3 крилаті ракети «Іскандер-К». Уламки ракети пошкодили кілька житлових будинків у Миргородському районі. Є 2 загиблих і поранені люди серед цивільних.
Увечері в районі суднобудівного заводу «Залів» у Керчі відпрацювала російська ППО, частина уламків збитих ракет упала на територію одного із сухих доків. В ЗМІ зазначають про пошкодження ракетного корабля «Аскольд».
82-річна жінка загинула і троє людей отримали поранення в результаті російського авіаудару в Корабельному районі Херсона. Росіяни завдали удару близько 11 години ранку по південно-західній частині міста; було пошкоджено житловий будинок.
За даними ISW, українські сили продовжували наступальні дії під Бахмутом і в західній частині Запорізької області. У свою чергу, російські війська здійснювали атаки на лінії Куп'янськ — Сватове — Кремінна, під Бахмутом і Авдіївкою, на захід і південний захід від Донецька, під Вугледаром, на кордоні Донецької та Запорізької областей і в західній частині Запорізької області, просунувшись вперед на деяких ділянках. Крім того, російська влада продовжувала свої зусилля з розселення російських громадян на окупованій території України.
Міністерство оборони Великої Британії повідомило, що російські війська в Україні мають проблеми із забезпеченням базових побутових умов для солдатів, і що ця проблема загострюватиметься з наближенням зими. За свідченнями солдатів, вони тижнями мокли на передовій, жили у всюдисущій багнюці і харчувалися «одноманітною їжею», а один солдат заявив, що ризик потрапити під обстріл з боку українців означав, що вони не могли навіть закип'ятити чашку чаю. За словами міністерства, «підтримання гідного рівня комфорту та належного адміністрування на оборонних позиціях є викликом для будь-якої армії. Дані з відкритих джерел свідчать про дуже низький рівень базового польового адміністрування в російських військах. Частково це було пов'язано з дефіцитом мотивованих молодших командирів, а також з різним рівнем матеріально-технічного забезпечення».
Міністр оборони Швеції Пол Йонсон заявив, що Швеція поставила Україні вісім артилерійських систем FH77BW L52 Archer.
Українська розвідка заявила, що нещодавні російські ядерні випробування балістичних ракет «Ярс» і «Булава» закінчилися невдачею, що свідчить про серйозні проблеми в можливостях Москви з доставки ядерної зброї.

### 5 листопада
Російська армія наступала на Куп'янському, Бахмутському, Авдіївському, Мар'їнському, Шахтарському та Запорізькому напрямках, де було відбито до 53 атак. На Куп'янському та Бахмутському напрямках українці відбили близько 10 атак в районі Синьківки, Петропавлівки та Іванівки, п'ять атак в районі Богданівки та Хромового, російсько-терористичні війська намагалися відновити позиції в районі Ключівки та Андріївки (п'ять атак), на південь від Бахмута продовжувалися обстріли українських військових. На Авдіївському та Мар'їнському напрямках росіяни продовжували спроби оточити Авдіївку, але українські війська тримали оборону, відбивши близько 10 атак біля Степового, Авдіївки, Сєвєрного та Первомайського. Також було відбито понад 20 атак в районі Мар'їнки та Новомихайлівки. На Шахтарському та Запорізькому напрямках росіяни здійснили невдалі атаки на північний захід від Вербового, Роботиного, північніше Нестерянки та П'ятихаток. Протягом доби РФ здійснила шість ракетних ударів, 70 авіаударів та 76 обстрілів українських позицій та населених пунктів (повідомляється про жертви серед цивільного населення та зруйновану інфраструктуру). Українська авіація завдала 10 авіаударів по районах зосередження, артилерія знищила три артилерійські підрозділи та п'ять районів зосередження.
Міністерство оборони України затвердило нові зміни кадрової політики у війську, згідно з якою призов до армії замінять рекрутингом.
Вдень російські терористи вдарили по Мирівській громаді, Дніпровщини, через артобстріл постраждали двоє чоловіків.
Голова Запорізької ОВА Юрій Малашко заявив, що за добу російські війська здійснили 116 обстрілів 19 сіл Запорізької області; за даними місцевої влади, 18 житлових будинків та об'єктів інфраструктури були зруйновані або пошкоджені.
Об 15:28 зафіксований ракетний обстріл Одеської області, російські війська випустили ракету Х-31П з акваторії Чорного моря, атакувавши інфраструктуру Одеси і поранивши щонайменше трьох цивільних осіб.
Радник міського голови Маріуполя Петро Андрющенко заявив, що на російському складі боєприпасів у Сєдовому в тимчасово окупованій частині Донецькій области стався вибух, що спричинив пожежу.
Російські чиновники в тимчасово окупованій частині Запорізькій області заявили, що «Росія будує залізницю, яка з'єднає російське місто Ростов-на-Дону з Кримом через Запоріжжя». Голова окупаційної адміністрації Євген Балицький заявив, що «залізнична гілка пройде від Якимівки під Мелітополем до Ростова-на-Дону через Бердянськ і Маріуполь», додавши, що «їздити по Кримському мосту небезпечно і це об'єкт підвищеної небезпеки».

### 6 листопада

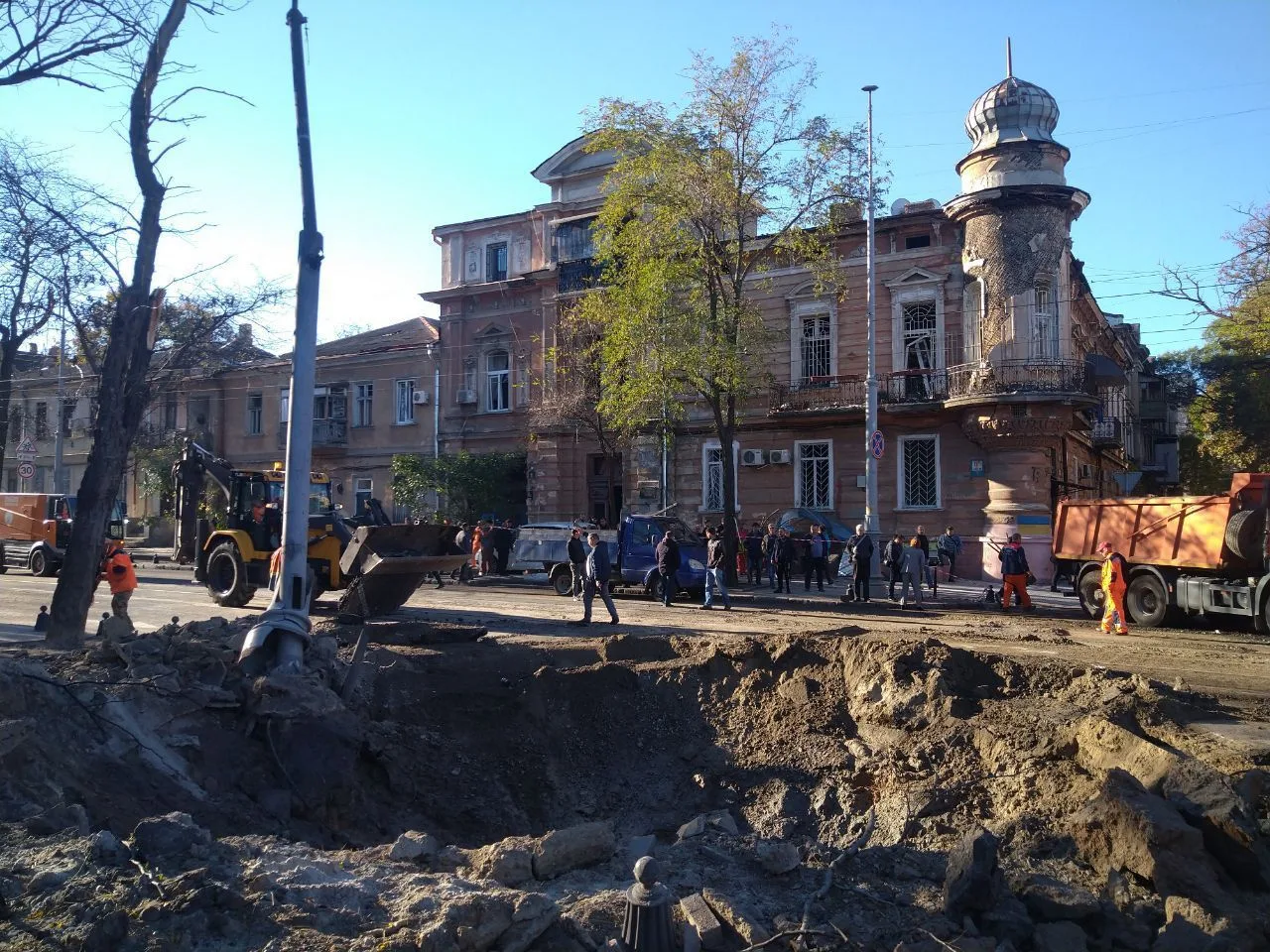
Наслідок влучання ракети біля Одеського музея образотворчих мистецтв. 6.11.2023

У ніч проти 6 листопада російські війська випустили по Україні 22 ударні безпілотники «Shahed» та чотири ракети, одна з яких була балістичною. Протиповітряна оборона збила 15 дронів та одну ракету. Ракети влучили в середмістя Одеси й законсервований промисловий об'єкт, але уламки й вибухова хвиля пошкодили багатоповерхівки й Одеський національний художній музей в історичній частині міста, поранень зазнало 8 людей.
Зранку в результаті російського обстрілу села Середина-Буда загинула 63-річна жінка, яка отримала осколкові поранення і згодом померла в кареті швидкої допомоги від отриманих травм. Речник обласної прокуратури повідомив, що близько 17:00 російські війська обстріляли з артилерії дорогу в Красногорівці, в результаті чого загинув 32-річний чоловік у своєму автомобілі.
Російські війська атакували житловий будинку у Томиній Балці Білозерської громади. Внаслідок обстрілу постраждав чоловік.
Росіяни атакували в напрямку Куп'янська, Бахмута, Авдіївки, Мар'їнки, Шахтарська та Запоріжжя, де було відбито до 78 атак. На Куп'янському та Бахмутському напрямках українці відбили близько 20 атак в районі Синьківки, Іванівки та Стельмахівки, а також п'ять атак в районі Богданівки та Хромового, при цьому російсько-терористичні війська намагалися відновити позиції в районі Андріївки; українські війська продовжили атаки на південь від Бахмута. У напрямку Авдіївки та Мар'їнки російські війська продовжували спроби оточити Авдіївку, але українські війська тримали оборону, відбивши понад 20 атак поблизу Степового, Авдіївки та Тоненького. Також було відбито понад 25 атак в районі Красногорівки та Мар'їнки. На Шахтарському та Запорізькому напрямках росіяни здійснили понад 10 невдалих обстрілів, зокрема поблизу Старомайорського, Роботиного та на північний захід від Вербового. Протягом дня Росія здійснила 16 авіаударів та 54 обстріли українських позицій та населених пунктів (повідомляється про жертви серед мирного населення та зруйновану інфраструктуру). Українська авіація завдала шість авіаударів по районах зосередження та один по зенітно-ракетному комплексу, а артилерія завдала ударів по трьох артилерійських підрозділах, блокпосту в районі зосередження та зенітній установці.
Щонайменше 127 компаній у Великій Британії добровільно визнали порушення санкцій проти Росії з початку її повномасштабного вторгнення в Україну. Компанії можуть добровільно повідомляти про порушення, аби зменшити розмір штрафів.
У тимчасово окупованому Маріуполі звільнили так званого «мера» — Олега Моргуна.
Українська 47-а механізована бригада заявила, що за останні три тижні під Авдіївкою російська армія втратила майже 7000 військовослужбовців, 100 танків і 250 бронемашин.
За даними ISW, українці провели контрнаступ під Бахмутом та на заході Запорізької області. Російські війська здійснювали атаки на лінії Куп'янськ-Сватово-Кремінна, під Бахмутом і Авдіївкою, на захід і південний захід від Донецька, на кордоні Донецької та Запорізької областей і в західній частині Запорізької області, на окремих ділянках просунувшись уперед. За оцінками експертів, російські війська відновили атаки під Бахмутом, де досягли незначного прогресу, тоді як українські війська контратакували під Авдіївкою і заявили, що повернули втрачені позиції. Геолокаційні матеріали вказують на те, що росіяни дещо просунулися вздовж дороги в районі Васюківки, що за 12 км на північ від Бахмута. Російські джерела повідомили, що росіянам вдалося витіснити українські війська з району між Ключівкою та Авдіївкою. Під Авдіївкою російські війська продовжували свої атаки і повідомили, що їм вдалося досягти певного прогресу, зокрема, прорватися через залізничну лінію біля Степового. Один військовий блогер повідомив, що українці змусили російські війська відійти з частини залізничної колії в районі Красногорівки. У Запорізькій області українські війська продовжували наступати, але не досягли жодного прогресу, тоді як у Херсонській області українці утримували свої позиції на лівому березі Дніпра, в частині села Кринки, і посилили свій контроль в районі на північ від села Підстепне.
Голова військової розвідки України Вадим Скібіцький заявив, що «Росія чекає, коли температура опуститься нижче нуля», у зв'язку з досягненням максимального споживання енергії, і з приходом холодів почнуться масові атаки на енергетичні об'єкти, проте температура в Києві в той час була незвично високою для цієї пори року. За оцінками української розвідки, російський арсенал налічував близько 870 високоточних ракет, у тому числі 115 ракет, вироблених у жовтні.

### 7 листопада
Російсько-терористичні війська наступали на Куп'янському, Бахмутському, Авдіївському, Мар'їнському, Шахтарському напрямках, де було відбито до 45 атак. На Куп'янському та Бахмутському напрямках українці відбили шість атак в районі Синьківки, Іванівки та Берестового, шість атак в районі Богданівки, Андріївки та Клищівки; на південь від Бахмута українські війська продовжили обстріли. На Авдіївському та Мар'їнському напрямках росіяни продовжували спроби оточити Авдіївку, але українські війська тримали оборону, відбивши 14 атак поблизу Степового, Авдіївки, Тоненького та Первомайського. Також було відбито 17 атак у районі Мар'їнки. На Шахтарському напрямку росіяни здійснили невдалі обстріли поблизу Старомайорська. Протягом доби РФ здійснила шість ракетних ударів, 50 авіаударів та 64 обстріли українських позицій та населених пунктів (повідомляється про жертви серед мирного населення та зруйновану інфраструктуру). Українська авіація завдала 17 авіаударів по районах зосередження та чотири по зенітно-ракетних комплексах, а артилерія знищила сім артилерійських установок, два блокпости, склад паливно-мастильних матеріалів, район зосередження, зенітний комплекс, дві радіолокаційні станції та станції радіоелектронної боротьби.
За даними ГУР, росіяни закопують вибухівку поблизу стаціонарних газорегулювальних пунктів, електричних підстанцій та інших об'єктів критичної інфраструктури на тимчасово окупованій частині Херсонщини.
Троє людей загинули внаслідок російського обстрілу селища Багатир у Донецькій області, ще двоє загинули під час обстрілів у Харківській та Херсонській областях. Голова ОВА Олександр Прокудін заявив, що росіяни атакували Херсонську область понад 100 разів, по Херсону випущено 16 снарядів.
Мер Авдіївки Віталій Барабаш повідомив, що останні 16 працівників Авдіївського коксохімічного заводу були евакуйовані, додавши також, що 17 мешканців міста, які залишилися в єдиному неушкодженому складі заводу, відмовилися виїжджати.
В Донецьку підірвали центр безпілотних систем імені Володимира Жоги, який готує операторів БПЛА. Ці оператори опинилися під завалами. Так званий, губернатор Народної Республіки Денис Пушилін заявив, що в результаті українських обстрілів Донецька загинули 6 людей, ще 11 отримали поранення. Він заявив, що українські силовики стріляли ракетами дальнього радіусу дії, влучаючи в «цивільну інфраструктуру» та адміністративні будівлі.
За даними ISW, російські джерела повідомили, що українці переправили на лівий берег Дніпра кілька одиниць бронетехніки і проводять там більш масштабні, ніж зазвичай, наземні операції силами батальйону. Військові блогери стверджують, що український десантний бронетранспортер самостійно переправився через річку в районі Кринок. Інші блогери повідомляють, що українські війська переправили через Дніпро кілька невстановлених бронемашин, і що поблизу Кринок діяла група з близько 300 українських солдатів. Тим часом українські війська провели контрнаступ під Бахмутом і в західній частині Запорізької області. Російські війська здійснювали атаки на лінії Куп'янськ-Сватово-Кремінна, під Бахмутом і Авдіївкою, на захід і південний захід від Донецька, на кордоні Донецької і Запорізької областей і в західній частині Запорізької області, просунувшись на деяких ділянках вперед.
Президент Володимир Зеленський заявив, що передовий ракетний комплекс NASAMS, нещодавно доставлений союзниками, був введений в експлуатацію, а система протиповітряної оборони буде посилена до зими. Міністерство оборони Нідерландів заявило, що п'ять винищувачів F-16 були відправлені до Українського центру підготовки пілотів у Румунії, і ще 12—18 літаків F-16 будуть доставлені для тренувань, але вони залишаться власністю Нідерландів і літатимуть лише на території НАТО. Міністр оборони Франції — Себастьєн Лекорню заявив, що Франція планує додати 200 млн євро до плану допомоги Україні, що дозволить українській армії продовжити закупівлю французької військової техніки.
Міністерство закордонних справ Росії оголосило, що Росія завершила процедуру виходу з Договору про звичайні збройні сили в Європі, яку вона призупинила в 2007 році після того, як, серед іншого, з'явилися новини про плани розміщення елементів протиракетного щита в Польщі та Чехії. Згодом НАТО оголосила, що держави-члени призупинили дію ДЗЗСЄ на невизначений термін.

### 8 листопада
Російська армія наступала в напрямках Куп'янська, Бахмута, Авдіївки, Мар'їнки, Шахтарська, де було відбито до 78 атак. На Куп'янському та Бахмутському напрямках українці відбили шість атак в районі Синьківки та близько 30 атак в районі Богданівки, Хромового, Ключіївки та Андріївки; на південь від Бахмута українські війська продовжили атаки. На Авдіївському та Мар'їнському напрямках росіяни продовжували спроби оточити Авдіївку, але українські війська тримали оборону, відбивши понад 10 атак поблизу Кераміка, Степового, Авдіївки, Північного та Первомайського. Також було відбито понад 20 атак у районі Мар'їнки та Новомихайлівки. На Шахтарському напрямку росіяни здійснили невдалі обстріли поблизу Старомайорська та Пречистки. Протягом дня Росія здійснила два ракетних удари, 48 авіаударів та 79 обстрілів українських позицій та населених пунктів (повідомляється про жертви серед мирного населення та зруйновану інфраструктуру). Українська авіація завдала 12 авіаударів по районах зосередження і три по зенітно-ракетних комплексах, а артилерія обстріляла вісім артилерійських установок, три склади боєприпасів, чотири райони зосередження трьох зенітно-ракетних комплексів, радіолокаційну станцію і три станції радіоелектронної боротьби.
Головне управління розвідки України разом з представниками руху опору ліквідували колишнього начальника «народної міліції ЛНР» - Михайла Філіпоненка, який причетний до організації катівень на окупованих територіях Луганщини і особисто катував військовополонених. Він загинув у результаті вибуху замінованого автомобіля.
Обласна прокуратура повідомила, що в результаті російських атак на Бахмутський і Краматорський райони загинули дві жінки у віці 62 і 59 років, а 51-річний чоловік отримав поранення в результаті обстрілу Часового Яру з БМ-21 «Град».
Російський літак, який обстрілював один з портів в Одеській області, влучив ракетою в цивільне вантажне судно «Kmax Ruler» під прапором Ліберії. Щонайменше троє філіппінських членів екіпажу та працівник порту отримали поранення, лоцман загинув. Міністр інфраструктури Олександр Кубраков заявив, що судно мало отримати залізну руду, що прямувала до Китаю, а обстріл став 21-м російським нападом на порти в Одеській області з моменту виходу Росії з Чорноморської зернової ініціативи в липні.
За даними ISW, деякі російські військові блогери стверджували, що російське командування може приймати оперативні і тактичні рішення, використовуючи карти поля бою в Україні, які відрізняються від тактичної реальності. Українські війська продовжували контрнаступ під Бахмутом та на заході Запорізької області. Російські війська здійснювали атаки на лінії Куп'янськ-Сватово-Кремінна, під Бахмутом та Авдіївкою, на захід та південний захід від Донецька, на межі Донецької та Запорізької областей та на заході Запорізької області, просунувшись на окремих напрямках. Крім того, російська окупаційна адміністрація продовжувала створювати нові адміністративні органи для подальшої інтеграції окупованих територій в російську систему управління.
Міністерство оборони Великої Британії повідомило, що після попередніх повідомлень про втрату кількох ракетних систем С-400 «Тріумф», Росії доведеться змінити їхнє розміщення, щоб зберегти покриття над Україною, послабивши захист на периферії. Системи С-400 здатні атакувати цілі на відстані до 400 км і регулярно захищають віддалені частини Росії. Вони розміщені в стратегічних точках і вздовж кордонів Росії, тому зняття систем майже напевно послабить протиповітряну оборону Росії на її периферії.
Німецький виробник зброї Rheinmetall оголосив, що отримав замовлення від німецького уряду на поставку Україні приблизно 100 000 120-мм мінометних боєприпасів. Уряд новообраного прем'єр-міністра Словаччини Роберта Фіцо, який скептично ставиться до України, заблокував надання Україні запропонованого його попередником пакету військової допомоги на суму 40,3 млн євро.
Речник Ради національної безпеки США Джон Кірбі заявив, що з початку війни США використали 96 % коштів, виділених Україні, залишивши 4 % для розподілу. Кірбі закликав Конгрес якнайшвидше ухвалити додаткове фінансування для військової допомоги українцям.
Президент Європейської комісії Урсула фон дер Ляєн оголосила, що отримала пропозиції від України та Молдови розпочати офіційні переговори про вступ до ЄС, а також пропозиції від Грузії щодо отримання статусу кандидата. Україна виконала понад 90 % необхідних кроків. Згодом представники ЄС погодилися розпочати переговори про вступ України та Молдови в 2024 році.

### 9 листопада
Речник Національної гвардії України Руслан Музичук заявив, що Росія продовжує розгортати більше піхоти і техніки навколо Авдіївки і атакувала близько 80 разів з трьох різних сторін, але не досягла значного прогресу. Російські військові намагалися оточити зруйноване місто, використовуючи різні тактики, але його все ще утримують українські сили, які встановили потужні укріплення та інші оборонні споруди, щоб запобігти російським атакам. Музичук також додав, що в останні дні в російських атаках використовувалося менше бронетехніки, можливо, через погіршення погодних умов або через те, що значна кількість російської техніки вже була знищена в боях за місто.
В районі колишнього колгоспу Радянська Україна окупованого Скадовську Херсонської області зранку пролунали вибухи, поранені щонайменше 15 окупантів, ще п'ять ліквідовані.

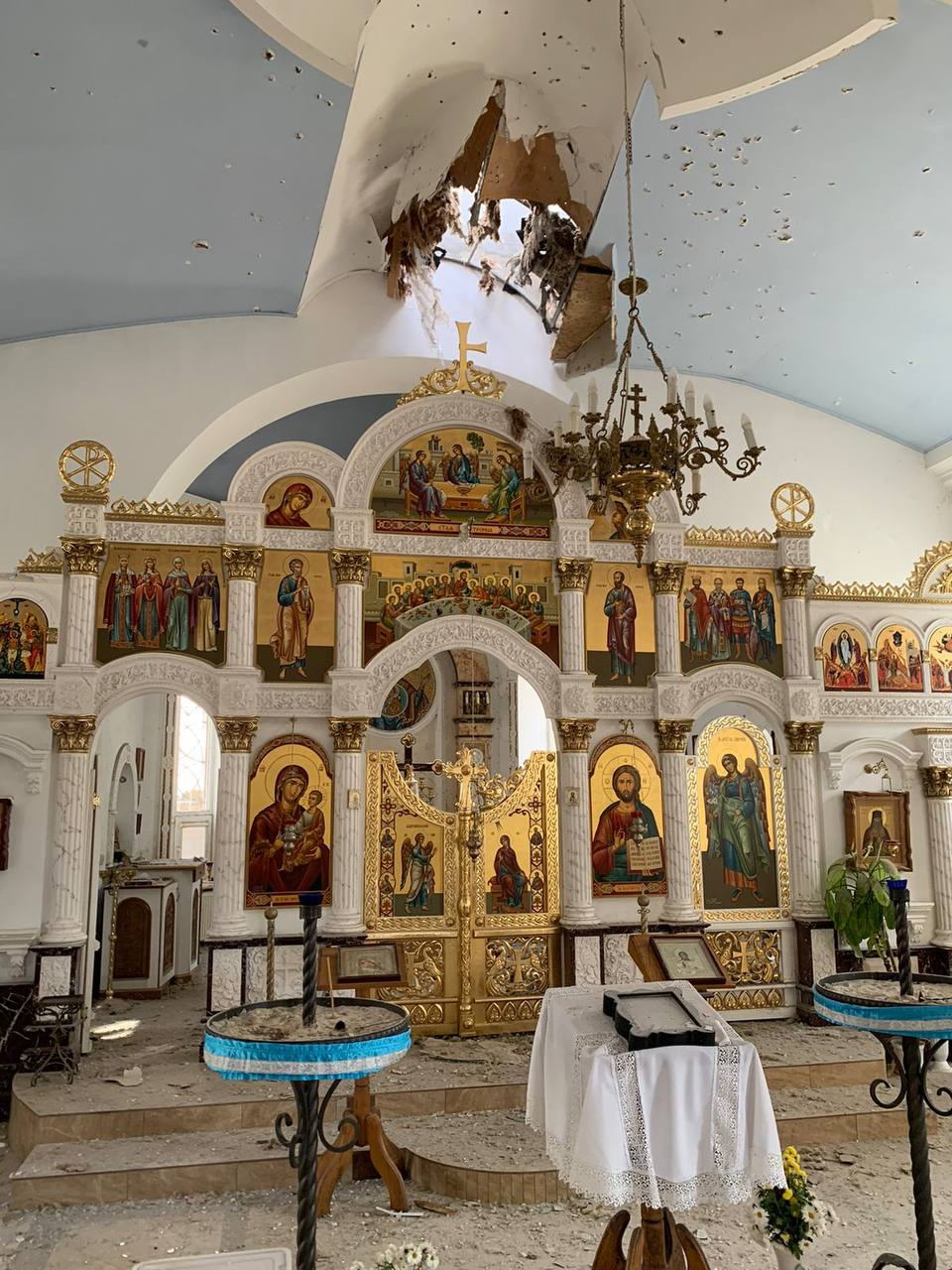
Церква Касперівської ікони Божої Матері в Херсоні після російського обстрілу. 9 листопада 2023 року.

Внаслідок російського обстрілу Корабельного району Херсона було убито одну людину, ще двоє отримали поранення.
Президент Зеленський в дев'яте підписав два закони, що продовжують воєнний стан і загальну мобілізацію на 90 днів, до 14 лютого 2024 року.
Росіяни атакували в напрямку Куп'янська, Лиману, Бахмуту, Авдіївки, Мар'їнки, Шахтарська та Запоріжжя, де було відбито до 69 атак. На Куп'янському, Лиманському та Бахмутському напрямках українці відбили сім обстрілів у районі Синьківки, атаки поблизу Стельмахівки та Новоєгорівки, а також близько 10 обстрілів поблизу Богданівки, Ключівки та Андріївки. На Авдіївському та Мар'їнському напрямках росіяни продовжували спроби оточити Авдіївку, але українські війська тримали оборону, відбивши дев'ять атак поблизу Новокалинового, Авдіївки та Первомайського. Також було відбито понад 25 атак в районі Мар'їнки та Новомихайлівки. На Шахтарському та Запорізькому напрямках росіяни здійснили невдалі обстріли поблизу Золотої Ниви, Старомайорського, Вербового та Роботиного. Протягом дня РФ здійснила два ракетних удари, 26 авіаударів та 62 обстріли українських позицій та населених пунктів (повідомляється про жертви серед мирного населення та зруйновану інфраструктуру). Українська авіація завдала чотири авіаудари по місцях зосередження бойовиків, а артилерія знищила два блокпости, чотири артилерійські установки та радіостанцію.
Обласна прокуратура повідомила, що 50-річна жінка загинула в результаті російського авіаудару в районі Білозерки близько 9-ї години ранку.
Міністр внутрішніх справ Ігор Клименко повідомив, що російські війська здійснили артилерійський обстріл житлового району Херсона, в результаті якого загинув 72-річний чоловік і ще троє цивільних отримали поранення. Згідно з повідомленнями, обстрілу зазнав південно-західний Корабельний район. Було пошкоджено чотири багатоповерхівки, кілька житлових будинків, центр розподілу гуманітарної допомоги, церкву, навчальний заклад, лінії електропередач, газову інфраструктуру та гаражі.
Губернатор Курської області Роман Старовойт заявив, що в місті Суза український безпілотник скинув три касетні ракети на молочний завод, пошкодивши виробничі приміщення і сховища для зберігання продукції.
За даними ISW, російському командуванню, ймовірно, буде важко перекинути ефективні підкріплення для реагування на триваючі українські операції в східній частині Херсонської області, одночасно проводячи оборонні операції в західній частині Запорізької області і продовжуючи інші наступальні операції на сході України. Останніми днями російські війська посилили наземні атаки поблизу Бахмута. Російські війська здійснювали атаки на лінії Куп'янськ-Сватово-Кремінна, поблизу Бахмута та Авдіївки, на захід і південний захід від Донецька, на кордоні Донецької та Запорізької областей і в західній частині Запорізької області, просуваючись у напрямку Куп'янська.
Помічник держсекретаря США у справах Європи та Євразії Джеймс О'Брайен заявив, що близько 300 млрд доларів російських активів, заморожених західними союзниками, не будуть повернуті, поки Росія не заплатить за відновлення України.

### 10 листопада
Російсько-терористичні війська атакували на Куп'янському, Лиманському, Бахмутському, Авдіївському, Мар'їнському, Шахтарському та Запорізькому напрямках, де було відбито до 87 атак. На Куп'янському, Лиманському та Бахмутському напрямках українці відбили вісім атак в районі Синьківки, Петропавлівки, Іванівки та Стельмахівки, атаки в районі Новоєгорівки, Серебряного лісу та 16 атак в районі Іванівського, Ключіївки та Андріївки; на південь від Бахмута українські війська продовжили обстріли. На Авдіївському та Маріїнському напрямках росіяни продовжували спроби оточити Авдіївку, але українці тримали оборону, відбивши 35 атак поблизу Новокалинового, Степового, Авдіївки, Північного, Тоненького та Первомайського. Також вони відбили 18 обстрілів у районі Мар'їнки та Новомихайлівки. На Шахтарському та Запорізькому напрямках росіяни здійснили невдалі атаки поблизу Старомайорського та Роботиного. Протягом доби Росія здійснила п'ять ракетних ударів, 83 авіаудари та 102 обстріли українських позицій та населених пунктів (повідомляється про жертви серед мирного населення та зруйновану інфраструктуру). Військово-повітряні сили України завдали 11 авіаударів по місцях зосередження, а артилерія знищила вісім артилерійських установок, блокпост, чотири місця зосередження, зенітну установку, склад боєприпасів і чотири станції радіоелектронної боротьби.
Російські війська вночі атакували територію України із застосуванням дронів-камікадзе типу Shahed-136/131, та ракети Х-59. Чотири з п'яти БпЛА та ракету вдалося знищити засобами ППО.
У Криму українські розвідники вразили 2 десантні російські катери проекту 11770 (класу «Серна») та проекту 1176 (класу «Акула»). Зазначається, що на вказаних суднах перебував екіпаж та була завантажена броньована техніка, зокрема БТР-82.
Українські пілоти почали проходити практичне навчання на винищувачах F-16 уже у повітрі. Про це заявила речник Повітряних сил України Юрій Ігнат.
Російські війська двома безпілотниками вдарили по Нікополю — одна людина загинула, ще одна поранена.
Троє жінок отримали поранення внаслідок обстрілу російської армії Тягинки та Новорайського Херсонської області. Українські партизани в окупованому Маріуполі підірвали автомобіль, в якому знаходився російський поліцейський.
За даними ISW, зменшення кількості атак безпілотників проти України в останні тижні, ймовірно, пов'язане з підготовкою до нової масштабної кампанії атак взимку. Речник Повітряних сил ЗСУ Юрій Ігнат зазначив, що росіяни використовували 500 безпілотників у вересні, кілька сотень у жовтні і використовували їх з меншою інтенсивністю в листопаді. Військові блогери, з іншого боку, стверджують, що кількість атак в останні тижні була меншою через підготовку до великої кампанії комбінованих атак, які будуть синхронізовані «з великими наземними операціями». Тим часом, російські війська здійснювали атаки на лінії Куп'янськ-Сватово-Кремінна, поблизу Бахмута та Авдіївки, на захід і південний захід від Донецька, на кордоні Донецької та Запорізької областей і в західній частині Запорізької області, просуваючись на деяких напрямках. Крім того, російські війська продовжували страждати від низького морального духу та слабкої дисципліни.

## 11—20 листопада

### 11 листопада
У ніч російські війська атакували Україну дронами та ракетами. Запущено 31 ударний дрон типу «Shahed-136» та три ракети, атака тривала до 3 години ночі. Засобами ППО знищено 19 російських ударних БпЛА. Протиповітряна оборона працювала у Одеській, Дніпропетровській, Харківській, Полтавській, Сумській, Кіровоградській та Київській областях. Після атаки безпілотника по Києву вперше за 52 дні були запущені ракети «Іскандер-М/С-400». На лівому березі міста була активна протиповітряна оборона, було чути вибухи. Потім пролунав сигнал тривоги з протиповітряної оборони, що вказував на атаку балістичних ракет. Ракети були збиті, але, за даними місцевої влади, їх уламки і ударна хвиля пошкодили 18 приватних будинків і підприємство в Київській області. Жертв і постраждалих немає. Міністерство оборони Росії заявило, що було знищено склад боєприпасів 43-ї бригади поблизу села Дівички.
На Бахмутському напрямку та південніше Бахмута російські війська намагалися тиснути на ЗСУ та перейшли до наступальних дій. Російська армія посилила атаки під Авдіївкою, однак зазнала значних втрат, зокрема великої кількості бронетехніки. Українська армія відбила 35 російських атак, в результаті чого втрати Росії різко зросли, а кількість загиблих збільшилася майже на 30 % порівняно з попередніми днями. Українська прикордонна служба повідомила про відновлення контролю над селом Тополі Харківської області, в мережі з'явилося відео підняття українського прапора.
Російські війська атакували в напрямках Куп'янська, Лимана, Бахмута, Авдіївки, Мар'їнки, Шахтарська та Запоріжжя, де було відбито до 80 атак. На Куп'янському, Лиманському та Бахмутському напрямках українці відбили 7 атак в районі Синьківки, Іванівки, Стельмахівки та Надії, атаки в районі Серебряного лісу та 10 атак в районі Хромового, Ключівки та Андріївки, а також продовжили обстріли на південь від Бахмута. На Авдіївському та Маріїнському напрямках росіяни продовжували спроби оточити Авдіївку, але українська армія тримала оборону, відбивши 18 атак поблизу Авдіївки, Північного, Тоненького та Первомайського. 22 атаки також було відбито в районі Мар'їнки та Новомихайлівки. На Шахтарському та Запорізькому напрямках росіяни здійснили 11 невдалих обстрілів поблизу Вугледара, Золотої Ниви, Старомайорського та Роботиного. Протягом дня російська армія здійснила один ракетний наліт, 63 авіаудари та 64 обстріли українських позицій та населених пунктів (повідомляється про жертви серед мирного населення та зруйновану інфраструктуру). Українська авіація завдала 10 авіаударів по районах зосередження, а артилерія знищила дві артилерійські установки, вісім районів зосередження та дві зенітні установки.
Росіяни атакували вісім населених пунктів у регіоні, включаючи Авдіївку, Красногорівку та Тоненьке, пошкодивши цивільну інфраструктуру, житлові будинки та дитячий садок. Щонайменше одна цивільна особа загинула і двоє отримали поранення в результаті російського обстрілу центральної частини Херсона. Міністерство енергетики України заявило, що Росія атакувала енергетичну інфраструктуру в багатьох регіонах України, спричинивши відключення електроенергії для тисяч людей у шести областях, включаючи Сумську, Дніпропетровську, Харківську, Донецьку та Чернігівську.
Російські залізниці повідомили, що вантажний потяг зійшов з рейок біля станції Рибне в Рязанській області, Росія, в результаті чого 19 вагонів зійшли з рейок. Помічник машиніста отримав легкі поранення. За інформацією ЗМІ, це могла бути робота партизанів.
За даними ISW, за сходженням поїзда з рейок стояла українська розвідка. Крім того, сталася пожежа на пороховому заводі під Котовськом, а напередодні були чутні вибухи біля Конструкторського бюро машинобудування в Коломні, яке спеціалізується на ракетних системах. Тим часом російські війська здійснювали обстріли по лінії Куп'янськ-Сватово-Кремінна, поблизу Бахмута та Авдіївки, на захід і південний захід від Донецька, на кордоні Донецької та Запорізької областей і в західній частині Запорізької області, просунувшись вперед під Авдіївкою.

### 12 листопада

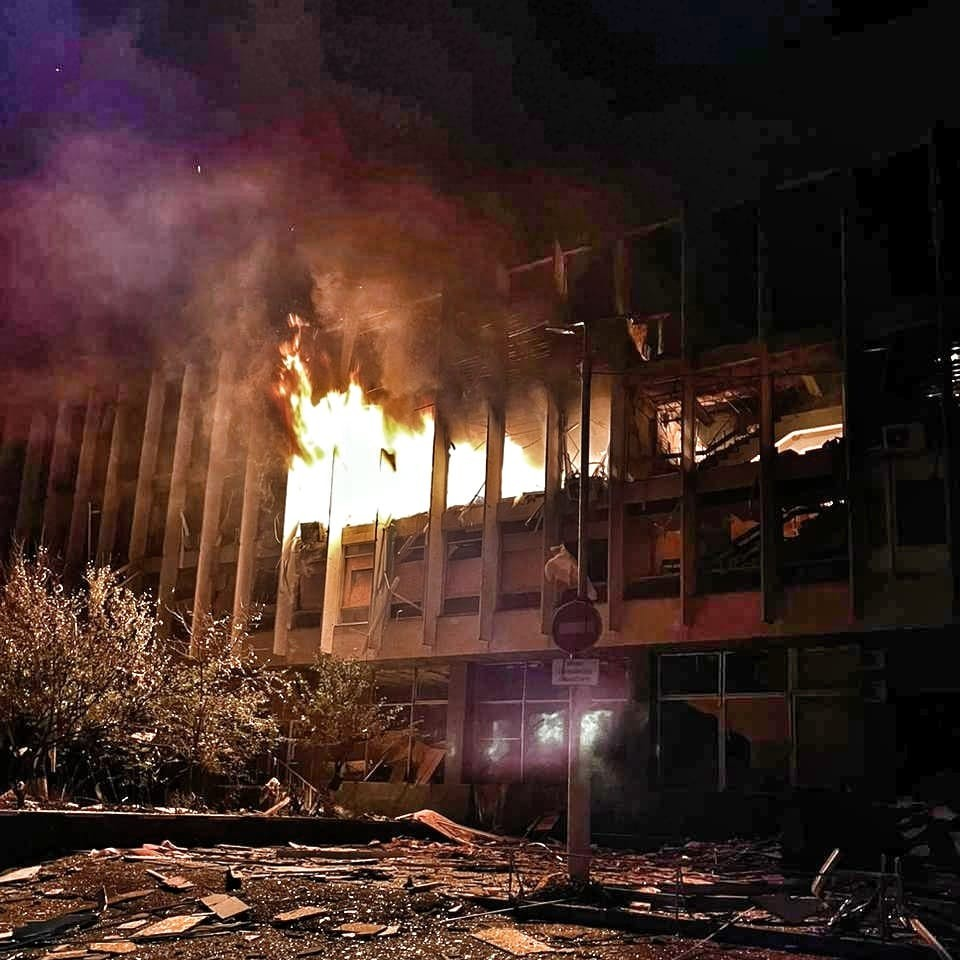
Херсонська обласна універсальна наукова бібліотека після обстрілу 12 листопада 2023 року

Вночі російська армія завдала ракетного удару по Миколаївській області. Одну ракету Х-59 було збито, а ще одна Х-59 та Іскандер-М вдарили по території області. Російські війська посилили атаки під Бахмутом, намагаючись взяти під контроль прилеглі позиції, але українці відбили російські атаки.
Росія атакувала на Куп'янському, Лиманському, Бахмутському, Авдіївському, Мар'їнському, Шахтарському напрямках, де було відбито до 69 атак. На Куп'янському, Лиманському та Бахмутському напрямках українці відбили 11 обстрілів у районі Синьківки, Петропавлівки, Іванівки та Кислівки, чотири — у Новоєгорівці, близько 10 — у районі Дубово-Василівки, Ключіївки та Андріївки, на південь від Бахмута продовжуються обстріли українських військових. На Авдіївському та Мар'їнському напрямках росіяни продовжували спроби оточити Авдіївку, але українська армія тримала оборону, відбивши 17 атак поблизу Новокалинового, Новобахмутівки, Авдіївки та Північного. Також було відбито 24 обстріли в районі Мар'їнки та Новомихайлівки. На Шахтарському напрямку росіяни здійснили два невдалі обстріли поблизу Старомайорська. Протягом дня росіяни здійснили сім ракетних ударів, 34 авіаудари та 59 обстрілів українських позицій та населених пунктів (повідомляється про жертви серед мирного населення та зруйновану інфраструктуру). Українська авіація завдала чотири авіаудари по районах зосередження, а артилерія обстріляла п'ять районів зосередження та три склади боєприпасів.
Вранці в Херсоні в результаті російського обстрілу загинув 64-річний чоловік і була поранена 64-річна жінка. Також серйозно пошкоджена Херсонська обласна універсальна наукова бібліотека ім. Олеся Гончара. Російські війська 62 рази атакували Херсонську область, в результаті чого одна людина загинула і п'ятеро цивільних отримали поранення.
Спільне розслідування The Washington Post і Der Spiegel виявило, що колишній командир українського спецназу 48-річний Роман Червінський, який наразі перебуває у в'язниці за непов'язаними звинуваченнями, відповідав за «логістику та підтримку» диверсійної групи з шести осіб, яка нібито атакувала трубопровід «Північний потік-2». У заяві свого адвоката Червінський заперечив будь-яку інформацію про атаку.
Українська військова розвідка заявила, що «представник місцевого руху опору» в окупованому Мелітополі здійснив «акцію у відповідь», спричинивши потужний вибух у штабі російської армії, в результаті якого загинули щонайменше троє офіцерів Росгвардії. Напад стався під час зустрічі співробітників ФСБ Росії та Росгвардії.
За даними ISW, Україна посилила атаки на російські військові, логістичні та інші важливі об'єкти в тилу окупованої України та Росії. Українські війська досягли невеликих успіхів на східному березі Херсонської області в результаті наземних операцій, що тривають. Російські війська здійснювали атаки на лінії Куп'янськ-Кремінна, поблизу Бахмута, на кордоні Донецької та Запорізької областей і в західній частині Запорізької області.
Президент Зеленський заявив, що система протиповітряної оборони України є сильнішою, ніж у попередньому році, завдяки підтримці країн-партнерів, включаючи США, Німеччину, Францію, Велику Британію, Норвегію, Італію, Румунію, Швецію, Нідерланди, Чехію, Словаччину, Болгарію, Польщу, країни Балтії тощо, які допомогли встановити протиповітряну оборону за допомогою систем Patriot, IRIS-T, SAMP-T або Hawk для посилення захисту української інфраструктури.
Речник ВПС України Юрій Ігнат заявив, що ракетні комплекси «Бук-М1» радянських часів були успішно реконфігуровані, що дозволило їм запускати ракети американського виробництва.
Президент Південної Кореї Юн Сук Йоль зустрівся з міністром оборони США і заявив, що Північна Корея має прямі та опосередковані зв'язки з війною в Україні.

### 13 листопада
Російська армія наступала на Куп'янському, Лиманському, Бахмутському, Авдіївському, Мар'їнському, Шахтарському та Запорізькому напрямках, де було відбито до 80 атак. На Куп'янському, Лиманському та Бахмутському напрямках українці відбили сім атак в районі Синьківки, Петропавлівки та Іванівки, шість — в районі Надії, Новоєгорівки та Торської, 15 — в районі Іванівського, Ключівки та Андріївки; на південь від Бахмута продовжуються обстріли. На Авдіївському та Маріїнському напрямках росіяни продовжували спроби оточити Авдіївку, але українська армія тримала оборону, відбивши 18 атак поблизу Новоклинового, Авдіївки, Північного та Первомайського. Також було відбито 24 атаки в районі Мар'їнки та Новомихайлівки. На Шахтарському та Запорізькому напрямках росіяни здійснили невдалі атаки поблизу Золотої Ниви та Роботиного. Протягом доби Росія здійснила чотири ракетних удари, 53 авіаудари та 45 обстрілів українських позицій та населених пунктів (повідомляється про жертви серед мирного населення та зруйновану інфраструктуру). Військово-повітряні сили України завдали вісім авіаударів по районах зосередження і один по зенітно-ракетному комплексу, а артилерія завдала ударів по шести районах зосередження, двох блокпостах, шести артилерійських установках і зенітній системі.
Ворог здійснив 124 обстріли Херсонської області, випустивши 618 снарядів з мінометів, артилерії, Градів, танків, БПЛА та авіації. Голова ОВА Олександр Прокудін повідомив, що в результаті російських ракетних і артилерійських обстрілів Херсона загинули три людини і 15 отримали поранення.
Голова Дніпропетровської області Сергій Лисак заявив, що російські війська обстріляли Нікополь, поранивши щонайменше одного мирного жителя. Внаслідок обстрілів було пошкоджено три житлових будинки, комунальне підприємство, об'єкт інфраструктури, три господарські будівлі, два гаражі, газопровід та лінію електропередач.
Агентства «РИА Новости» і ТАСС опублікували, а потім швидко спростували повідомлення про те, що російські війська відводяться на схід від Дніпра «на більш вигідні позиції» і «вивільняють частину сил для використання в наступальних операціях на інших напрямках». Міністерство оборони Росії пов'язало це повідомлення з «неправдивим повідомленням» з України, назвавши інцидент дезінформаційною операцією.
За даними ISW, українські та російські джерела зазначили, що зміна погодних умов вплинула на поле бою, але не зупинила бойові дії. Українські офіційні особи заявили, що Україна, ймовірно, проведе кампанію з перехоплення російських маршрутів постачання наступної зими. Тим часом російські війська здійснювали атаки на лінії Куп'янськ-Сватово, поблизу Бахмута і Авдіївки, на захід і південний захід від Донецька, на кордоні Донецької і Запорізької областей і в західній частині Запорізької області, просунувшись на деяких ділянках вперед.
За повідомленнями, Міністерство оборони США придбало близько 60 зенітних установок «Gepard» для України в Йорданії, яка раніше придбала їх у Нідерландах у період з 2013 по 2016 рік. Німеччина надала Україні пакет військової допомоги, який включав 10 танків Leopard 1A5, 14 автомобілів Bandvagn 206, 16 вантажівок Mercedes-Benz Zetros, чотири вантажівки HX81 з причепами, 13 вантажівок MAN TGS, три прикордонні машини, машину розмінування Wisent 1, 1 020 155-мм боєприпасів, 1,33 млн набоїв для стрілецької зброї, 14 радарів спостереження Ground Observer 12, п'ять броньованих санітарних автомобілів Bronco ATTC, 10 розвідувальних безпілотників Vector. Посол Німеччини в Україні Мартін Єґер заявив, що Німеччина надасть Україні ще два зенітно-ракетні комплекси IRIS-T.
Міністр оборони Румунії Ангел Тилвер повідомив, що в Румунії відкрився центр підготовки пілотів українських винищувачів F-16, зазначивши, що: «Центр стане міжнародним центром підготовки пілотів F-16 і сприятиме підвищенню оперативної сумісності між союзниками».
Міністр закордонних справ України Дмитро Кулеба підтвердив, що постачання 1 мільйона артилерійських снарядів, обіцяних ЄС, можливо, доведеться відкласти через поганий стан європейської оборонної промисловості.
Міністерство оборони Великобританії заявило, що Росія має намір збільшити виробництво 152-мм артилерійських боєприпасів з лазерним наведенням «Краснополь-М2» і поліпшити їхні характеристики в поганих погодних умовах. Цей тип боєприпасів успішно використовується, в тому числі для високоточних атак на окремі українські транспортні засоби. Російська оборонна промисловість не в змозі виробляти достатню кількість звичайних боєприпасів, тому заплановане збільшення виробництва «Краснополя», ймовірно, було спробою більш ефективного використання виробничих потужностей. За словами міністерства, «з наближенням зими доступ Росії до вдосконалених високоточних боєприпасів, ймовірно, буде одним з основних факторів, що впливають на її оперативну ефективність в Україні».

### 14 листопада
З району Приморсько-Ахтарськ Краснодарського краю зафіксовано пуски дев'яти ударних БпЛА Shahed-136/131. Балістична ракета Іскандер-М була випущена з району Джанкоя (Крим), керована авіаційна ракета Х-35 — з повітряного простору Запорізької області. Сім бпла вдалось збити силами ППО.

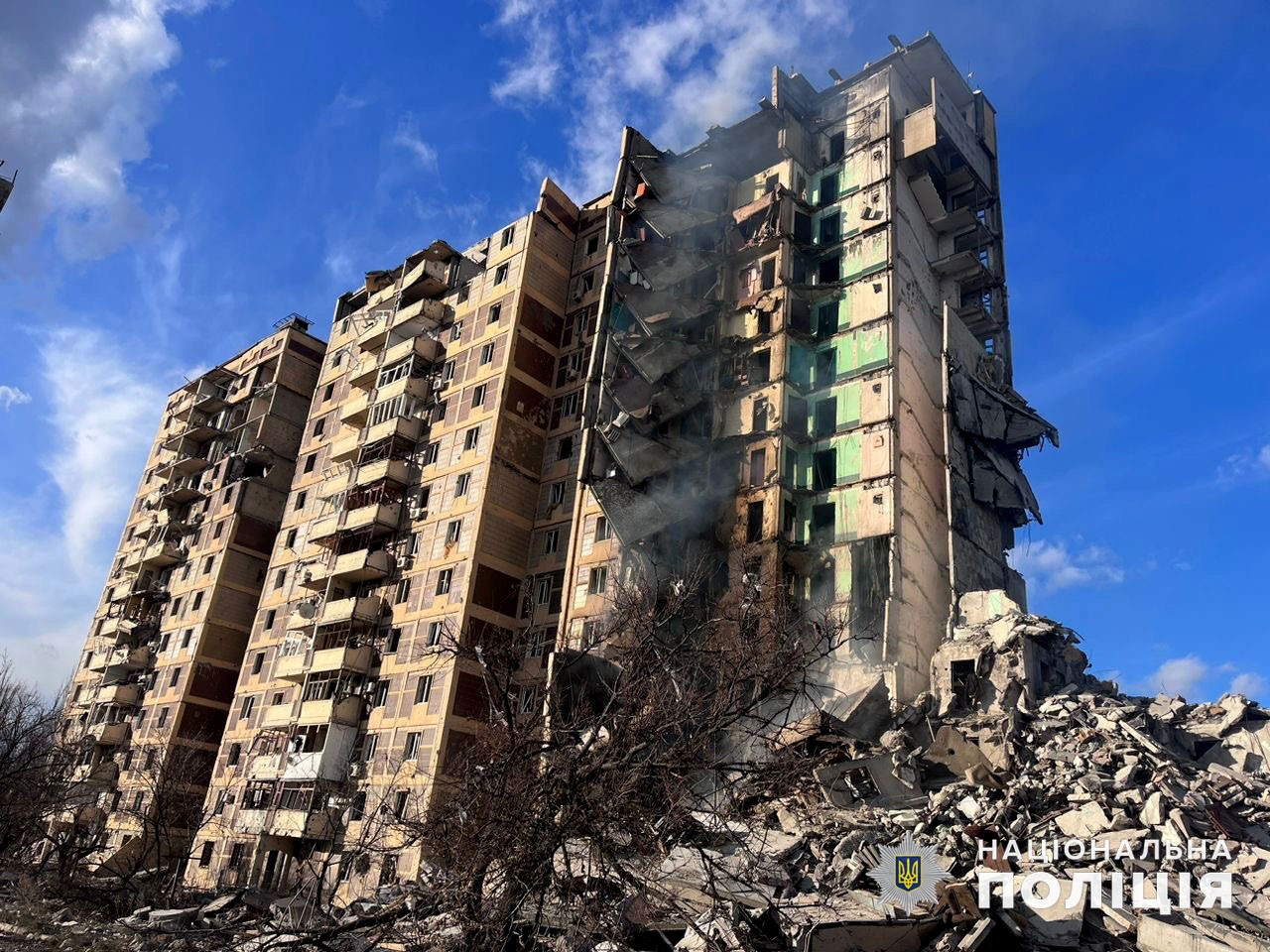
Найвищий житловий будинок Авдіївки після російських обстрілів. Будівля вже була частково зруйнована у березні 2023 року.

Російські окупанти завдали удару по Нікополю Дніпропетровської області трьома дронами-камікадзе. Внаслідок атаки одна людина загинула, також є поранений.
Вночі також було пошкоджено енергетичну структуру східного округу. Внаслідок обстрілу пошкоджено обладнання на одному з об'єктів нафтопереробки. Також ворог обстріляв територію біля ТЕС на Донеччині.
Генерал Олександр Сирський заявив, що за останні два тижні російська армія втратила понад 4 000 солдатів і 500 одиниць техніки у фронтових боях у Харківській і Донецькій областях, де росіяни безперервно атакували район Куп'янська, а також на північ і південь від Бахмута. Сирський також заявив, що, незважаючи на спроби росіян «перехопити ініціативу» шляхом проведення контратак, українські військовослужбовці утримували оборону і завдали важких втрат.
На Куп'янському, Лиманському та Бахмутському напрямках українці відбили вісім атак в районі Синьківки та Петропавлівки, шість — в районі Надії та Серебрянського лісу, 12 — в районі Богданівки, Іванівського, Ключіївки та Андріївки; на південь від Бахмута українські війська продовжили обстріли. На Авдіївському та Маріїнському напрямках росіяни продовжували спроби оточити Авдіївку, але українські війська тримали оборону, відбивши 17 атак в районі Новоклинового, Авдіївки, Північного, Тоненького, Водяного та Первомайського. Вони також відбили 20 обстрілів у районі Мар'їнки та Новомихайлівки. На Шахтарському напрямку росіяни здійснили два невдалі обстріли поблизу Старомайорська. Протягом дня Росія здійснила вісім ракетних ударів, 59 авіаударів та 49 обстрілів українських позицій та населених пунктів (повідомляється про жертви серед мирного населення та зруйновану інфраструктуру). Військово-повітряні сили України завдали 10 авіаударів по районах зосередження, а артилерія завдала ударів по шести районах зосередження, блокпосту, 17 артилерійським установкам, трьом зенітним комплексам і складу паливно-мастильних матеріалів.
Російські ЗМІ повідомили, що вночі внаслідок удару українського безпілотника було пошкоджено хімічний завод з виробництва боєприпасів і вибухових речовин у селищі Сільце Брянської області. Міністерство оборони Росії заявило, що чотири українські безпілотники були збиті вночі над Московською, Тамбовською та Орловською областями.
На думку ISW, російські війська спробують повернути ініціативу у війні, провівши кілька наступальних операцій на сході країни одночасно, однак успіх цих дій буде сумнівним, оскільки українці успішно обороняються на ключових ділянках фронту. Українські політики та військові повідомляють, що росіяни намагаються перехопити ініціативу в Авдіївці, а також поблизу Куп'янська, Мар'їнки та Бахмута. На думку Інституту, російським військам може бути дуже важко реалізувати свої цілі, оскільки українська сторона успішно відбиває атаки і веде власні наступальні дії, в основному в Запорізькій і Херсонській областях. Керівник президентської канцелярії Андрій Єрмак заявив, що українські війська створили «плацдарм» на східному березі Дніпра. У свою чергу, російські війська здійснювали атаки на лінії Куп'янськ-Сватово-Кремінна, поблизу Бахмута і Авдіївки, на захід і південний захід від Донецька, на кордоні Донецької і Запорізької областей і в західній частині Запорізької області, просунувшись вперед на деяких ділянках.
Європейський Союз виділив 100 млн євро на гуманітарну допомогу Україні та 10 млн євро на підтримку українських біженців у Молдові. Міністерство закордонних справ Норвегії повідомило, що надасть 89,7 млн доларів додаткового фінансування національним гуманітарним організаціям, що працюють в Україні.
Агентство Reuters, посилаючись на супутникові знімки Інституту науки і міжнародної безпеки США, повідомило, що в Росії будується завод з масового виробництва іранських безпілотників Shahed 136. Будівля заводу розташована за 800 км на схід від Москви, в Татарстані.

### 15 листопада

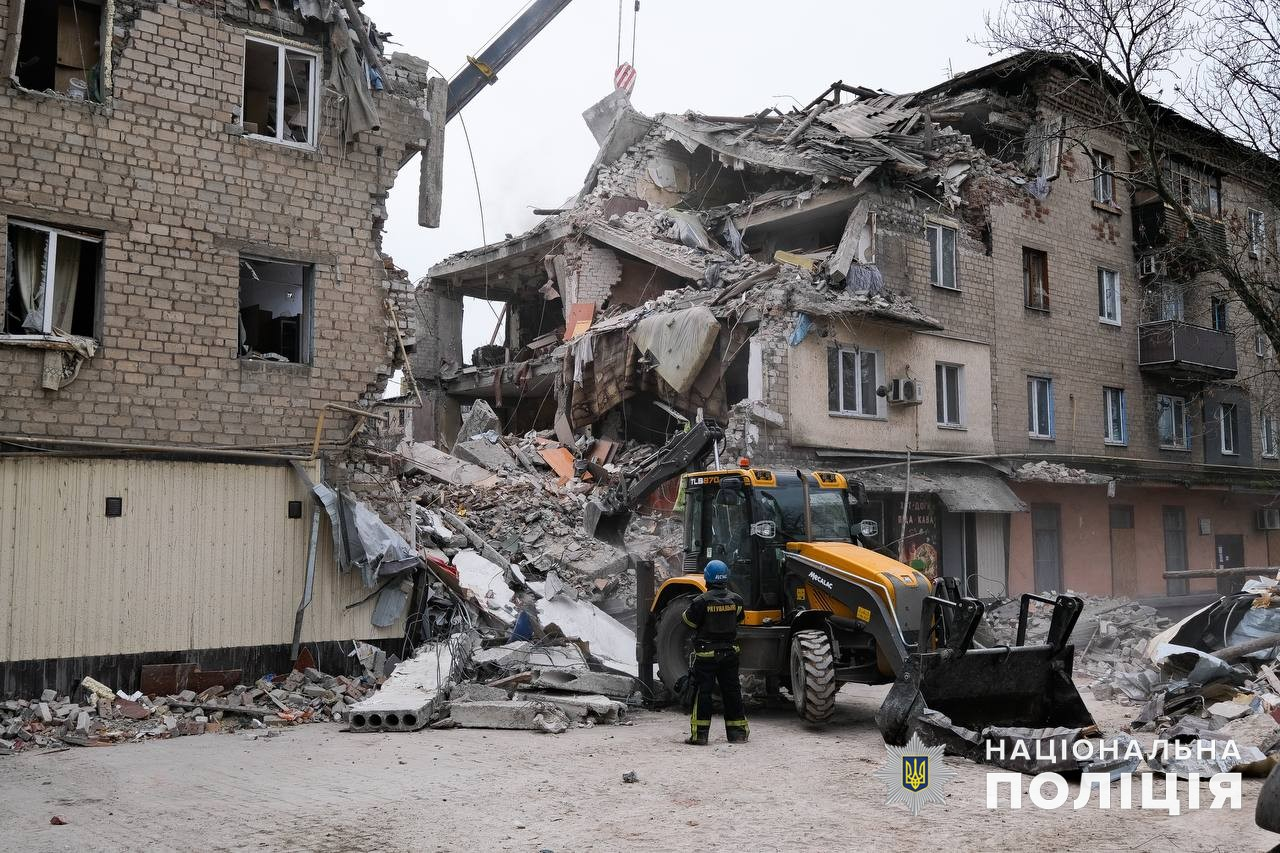
Житловий будинок у місті Селидове після нічної атаки російських ракет С-300

Вночі російські війська завдали 4 ракетні удари по житлових кварталах у Селидове. За попередніми даними, окупанти обстріляли населений пункт із ЗРК С-300. Загинула одна людина, ще 3 постраждали. Голова Міністерства внутрішніх справ Ігор Клименко повідомив, що двоє співробітників Державної служби України з надзвичайних ситуацій загинули (і семеро отримали поранення, у тому числі троє рятувальників) внаслідок російських обстрілів у Запорізькій області.

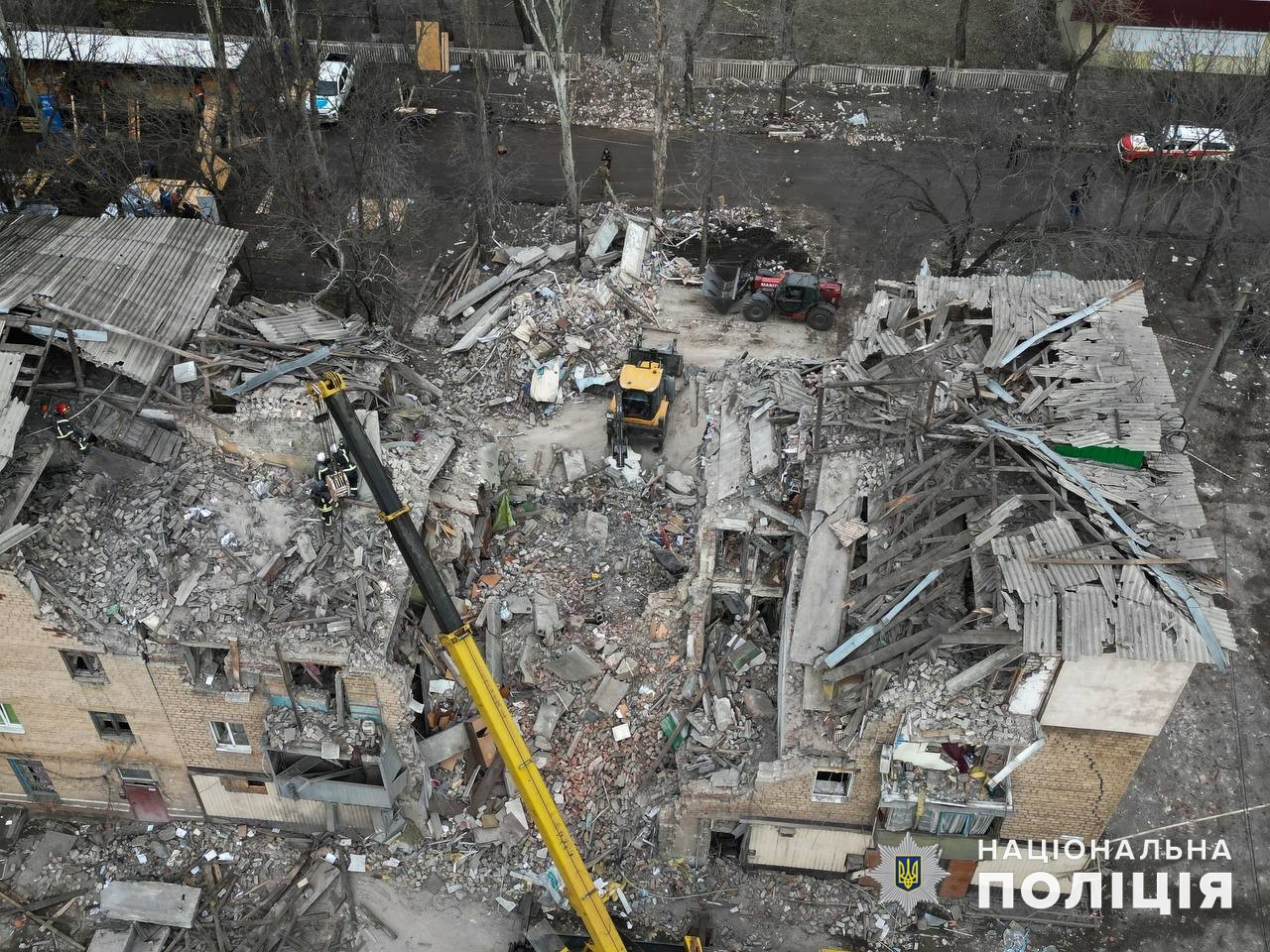
Залишки будинку в місті Селидове після обстрілу. 15.11.2023

Прес-секретар Південної групи Наталія Гуменюк повідомила, що українці відтісняють російські війська, створюючи буферну зону від 3 до 8 км від берега річки Дніпро в Херсонській області. Проросійський губернатор Херсонської області Володимир Сальдо заявив, що невелика група українських солдатів успішно контролює залізничний міст через Дніпро до Кринок, що за 2 км на південний схід від річки. Він додав, що українські війська в Кринках потрапили під сильний обстріл і нібито зазнали великих втрат. Це був перший випадок, коли Росія визнала, що українські війська проводять операції на східному березі Дніпра. За даними ISW, українські війська продовжували «більш масштабні, ніж зазвичай» операції на лівому березі Дніпра. За повідомленнями військових блогерів, українці здійснювали безуспішні атаки з боку села Кринки, а також атакували в районі сіл Пойма і Пішанівка, розташованих за 3—4 км від річки.
Росія атакувала на Куп'янському, Лиманському, Бахмутському, Авдіївському, Мар'їнському, Шахтарському та Запорізькому напрямках, де було відбито до 65 атак. На Куп'янському, Лиманському та Бахмутському напрямках українці відбили сім обстрілів у районі Синьківки, Петропавлівки та Іванівки, атаку біля Надії та шість обстрілів біля Ключіївки та Андріївки; на південь від Бахмута продовжуються обстріли українських силовиків. У напрямку Авдіївки та Мар'їнки росіяни продовжували спроби оточити Авдіївку, але українські війська тримали оборону, відбивши 18 атак поблизу Новоклинового, Авдіївки та Первомайського. Також було відбито 22 атаки в районі Мар'їнки та Новомихайлівки. На Шахтарському напрямку російські війська здійснили понад шість обстрілів у районі Пречитівки, Старомайорського та Новодарівки. Протягом доби російська армія здійснила вісім ракетних ударів, 29 авіаударів та 76 обстрілів українських позицій та населених пунктів (повідомляється про жертви серед мирного населення та зруйновану інфраструктуру). Українська авіація завдала 10 авіаударів по районах зосередження і три по зенітно-ракетних комплексах; артилерія завдала ударів по двох районах зосередження, 13 артилерійським установкам, складу боєприпасів і трьом зенітним комплексам.
Голова ОВА Олександр Прокудін заявив, що за день стався 81 російський обстріл Херсонської області, семеро людей отримали поранення. Голова ОВА Сергій Лисак повідомив, що Нікополь був атакований 11 разів із застосуванням важкої артилерії та безпілотників.
Міністерство оборони Великобританії заявило, що коксохімічний завод в Авдіївці має вирішальне значення для контролю над містом, за яке українські та російські війська ведуть запеклі бої. Протягом останнього тижня росіяни продовжували атаки на села поблизу Авдіївки, намагаючись оточити місто. Останні наступальні дії, ймовірно, наблизили російські війська до коксохімічного заводу, промислового комплексу, розташованого у ключовій позиції на півночі міста. За даними Міністерства, «завод домінує над головною дорогою до Авдіївки, і якщо російські війська отримають контроль над ним, постачання міста стане для України більш складним. Однак цей об'єкт надає Україні перевагу в локальній обороні, і росіяни, ймовірно, зазнають значних втрат особового складу, якщо спробують атакувати цей об'єкт». За даними вищого навчального закладу, російські війська здійснювали атаки на лінії Куп'янськ-Сватово-Кремінна, поблизу Бахмута та Авдіївки, на захід і південний захід від Донецька, на кордоні Донецької та Запорізької областей і в західній частині Запорізької області, просуваючись вперед на деяких напрямках. Крім того, російська та окупаційна влада продовжували свої зусилля з індоктринації українських студентів в окупованій Україні.

### 16 листопада
Вночі росіяни атакували Україну 18-ма ударними БпЛА Shahed. Повітряні Сили України знищили 16. Крім того, увечері 15 листопада на Полтавщині було знищено керовану авіаційну ракету Х-59. А близько опівночі противник атакував цивільну інфраструктуру на Харківщині зенітними керованими ракетами С-300.
Біля російського села Котлубань Волгоградської області близько першої години ночі горіла військова частина. Російська армія сім разів використовувала ракети С-300 для обстрілу Чугуєва. Одна людина загинула і ще четверо були поранені в результаті російських атак на Білозерку. Пізніше Прокудін заявив, що 75-річна жінка була вбита і щонайменше вісім інших людей, у тому числі 15-річна дівчинка, були поранені під час нападів на Херсон. Атаки пошкодили будинки та іншу цивільну інфраструктуру.
Уряд Чехії заморозив державні активи Росії на своїй території. Технічно під санкції потрапили активи «Підприємство з управління власністю за кордоном» Управління справами президента РФ (ФГУП «Госзагрансобственность»).
Російські військові атакували на Куп'янському, Лиманському, Бахмутському, Авдіївському, Мар'їнському, Шахтарському та Запорізькому напрямках, де було відбито до 72 атак. На Куп'янському, Лиманському та Бахмутському напрямках українці відбили чотири атаки в районі Синьківки та Петропавлівки, атаку біля Білогорівки та шість атак біля Іванівського, Ключіївки та Андріївки; на південь від Бахмута українські війська продовжили обстріли. На Авдіївському та Маріїнському напрямках росіяни продовжували спроби оточити Авдіївку, але українські війська тримали оборону, відбивши 17 атак поблизу Степового, Авдіївки та Первомайського. Вони також відбили 19 атак в районі Мар'їнки та Новомихайлівки. На Шахтарському та Запорізькому напрямках російські війська здійснили шість обстрілів поблизу Старомайорського, Роботиного та Вербового. Протягом дня Росія здійснила 12 ракетних ударів, 47 авіаударів та 38 обстрілів українських позицій та населених пунктів (повідомляється про жертви серед мирного населення та зруйновану інфраструктуру). Українська авіація завдала два авіаудари по районах зосередження, а артилерія атакувала три райони зосередження, шість артилерійських установок, два блокпости і два склади боєприпасів.
ISW, посилаючись на українську інформацію, повідомила, що тривала окупація Запорізької атомної електростанції спричинила збої в роботі обладнання, що загрожує безпеці станції. Звіти України та МАГАТЕ вказували на те, що присутність Росії та її ексклюзивний контроль над станцією зростає. Тим часом російські війська здійснювали атаки вздовж лінії Куп'янськ-Сватово-Кремінна, поблизу Бахмута та Авдіївки, на захід і південний захід від Донецька, поблизу Роботиного, на північний схід від Василівки, на кордоні Донецької та Запорізької областей і в західній частині Запорізької області, просуваючись у напрямку Авдіївки.
Президент Володимир Зеленський зустрівся з новим міністром закордонних справ Великої Британії та колишнім прем'єр-міністром Девідом Камероном і подякував Великій Британії за рішучу підтримку України. Зеленський також повідомив, що з початку війни Ізраїлю проти ХАМАСу кількість артилерійських снарядів, що постачаються в Україну західними союзниками, зменшилася, зокрема значно скоротилися поставки вкрай необхідних 155-мм артилерійських снарядів.
Міністерство оборони США заявило, що надасть Україні запчастини для F-16, щоб забезпечити належне технічне обслуговування машин після поставки.
Міністр з питань стратегічних галузей промисловості України Олександр Камишин повідомив, що Україна почала серійне виробництво аналогів безпілотників «Шахед», що включає десятки машин на місяць, а також збільшено виробництво «інших засобів».
Міністерство оборони Великобританії повідомило, що Росія, ймовірно, вперше почала використовувати літак раннього попередження і управління повітряним простором А-50 «Шміль» для виявлення цілей над Україною для наземної системи ППО дальнього радіусу дії С-400. Це було додатково до основної місії А-50 — координації винищувальної авіації. У порівнянні з наземним радаром комплексу С-400, A-50 може використовувати свій радар для виявлення ворожих літаків на більших відстанях.

### 17 листопада
У нічі противник атакував Україну десятьма ударними БпЛА типу «Shahed» з напрямку Приморсько-Ахтарськ. Дев'ять із них були знищені протиповітряною обороною.
На сайті Міністерства з питань реінтеграції тимчасово окупованих територій з'явилась інформація, що Україною встановлено факт позбавлення волі щодо 4337 осіб (3574 військових та 763 цивільних) зі сторони Росії.
Ситуація погіршувалася на ділянці фронту під Авдіївкою, де російські війська зайняли позиції навколо міста, особливо на північному фланзі. Військовий аналітик Олександр Мусієнко заявив, що «необхідно також розглядати найгірші сценарії, за яких українцям, можливо, доведеться відступати», додавши також, що «якщо противник почне замикати оточення, то не можна допустити, щоб українські війська опинилися в котлі».
Тривав наступ на Мелітополь та захоплення російських позицій на лівому березі Дніпра, де було відбито 12 атак. Росія атакувала на Куп'янському, Лиманському, Бахмутському, Авдіївському, Мар'їнському, Шахтарському та Запорізькому напрямках, де було відбито до 67 атак. На Куп'янському, Лиманському та Бахмутському напрямках українці відбили чотири атаки в районі Синьківки, Петропавлівки та Іванівки, атаки в районі Серебряного лісу та 11 атак в районі Васюківки, Ключівки та Андріївки, а також продовжили обстріли на південь від Бахмута. На Авдіївському та Мар'їнському напрямках росіяни продовжували спроби оточити Авдіївку, але українські війська тримали оборону, відбивши 23 атаки поблизу Кераміка, Новобахмутівки, Степового, Авдіївки та Тоненького. Також вони відбили 21 атаку в районі Мар'їнки та Новомихайлівки. На Шахтарському та Запорізькому напрямках російсько-терористичні війська здійснили три обстріли поблизу Водяного, Роботиного та Вербового. Протягом доби росіяни здійснили один ракетний наліт, 37 авіаударів та 41 обстріл українських позицій та населених пунктів (повідомляється про жертви серед мирного населення та зруйновану інфраструктуру). Українська авіація завдала 10 авіаударів по районах зосередження і два по зенітно-ракетних комплексах, а артилерія обстріляла три райони зосередження, шість артилерійських установок, зенітний комплекс, блокпост і склад боєприпасів.
В результаті російських атак на Херсонщині протягом дня загинули шестеро людей і щонайменше 10 отримали поранення, в тому числі дитина. Російські війська обстріляли регіон (Херсон був обстріляний понад 40 разів) з артилерії, безпілотників, ракетних установок, танків і літаків, атакуючи, зокрема, житлові райони. Атаки пошкодили цивільну інфраструктуру, включаючи офісні будівлі, магазини та медичні заклади.
У Міністерстві національної оборони Великобританії заявили, що «майбутня зима знижує шанси на прорив війни в Україні», а «з приходом морозної зими перспективи серйозних змін на лінії фронту (…) невеликі.» За останній тиждень найзапекліші бої точилися на трьох напрямках: на Куп'янському напрямку, в районі Авдіївки та на лівому березі Дніпра, де українські війська створили плацдарм. Жодна зі сторін не досягла значного прогресу в жодній із цих областей, і Росія продовжувала зазнавати великих втрат навколо Авдіївки.
Міністр оборони Нідерландів Кайса Оллонгрен заявила, що Нідерланди виділять два мільярди євро військової допомоги Україні у 2024 році.
6—7 грудня 2023 року у Вашингтоні відбудеться спільна українсько-американська «військово-промислова конференція» DFNC1: US Edition, зокрема з метою збільшення спільних підприємств і виробництва між Україною та західними виробниками озброєнь.

### 18 листопада
Вночі Росія масовано атакувала Україну безпілотниками. Українські сили ППО збили 29 ударних БПЛА з 38 зафіксованих дронів. Один з безпілотник типу Shahed-136, влучив в енергетичний об'єкт на Одещині. У результаті атаки пошкоджено адмінбудівлю, поранено працівника. У Чернігівській області пошкоджено дві інфраструктурні будівлі. Це була найсильніша повітряна атака з 30 вересня 2023 року.
На Запоріжжі росіяни завдали трьох ракетних ударів по Комишуваській громаді, в результаті чого загинули двоє співробітників ДСНС, ще троє їхніх колег отримали поранення різного ступеня тяжкості.
Президент США Джо Байден у колонці для видання The Washington Post написав, що сьогодні світ стоїть на переломній точці, коли вибір, який ми робимо, зокрема під час криз у Європі та на Близькому Сході, визначатиме напрямок нашого майбутнього для майбутніх поколінь.
І Путін, і ХАМАС борються за те, щоб стерти сусідню демократію з карти світу. І Путін, і ХАМАС сподіваються зруйнувати ширшу регіональну стабільність та інтеграцію та скористатися наступним безладдям. Америка не може і не дозволить цьому статися. Задля наших власних інтересів національної безпеки — і задля блага всього світу, — написав Байден.
Речник української групи «Таврида» Олександр Штупун заявив, що російська армія готується до третьої хвилі наступу на Авдіївку в Донецькій області: «Ми очікуємо третю хвилю наступу — спробу оточення Авдіївки». У свою чергу, генерал Олександр Тарнавський повідомив, що українські війська утримують оборону на осі Авдіївки і ведуть наступ у напрямку Мелітополя.
Російська армія наступала на Куп'янському, Лиманському, Бахмутському, Авдіївському, Мар'їнському, Шахтарському та Запорізькому напрямках, де було відбито до 71 атаки. На Куп'янському, Лиманському та Бахмутському напрямках українці відбили сім обстрілів у районі Синьківки та Петропавлівки, атаки біля Торської та вісім — біля Ключівки та Андріївки; на південь від Бахмута українські війська продовжили атаки. На Авдіївському та Мар'їнському напрямках росіяни продовжували спроби оточити Авдіївку, але українські війська тримали оборону, відбивши 26 атак біля Кераміка, Новобахмутівки, Степового та Авдіївки. Вони також відбили 22 атаки в районі Мар'їнки та Новомихайлівки. На Шахтарському та Запорізькому напрямках російські війська здійснили три обстріли поблизу Старомайорського, Роботиного, Новопрокопівки та Вербового. Протягом доби РФ здійснила п'ять ракетних ударів, 76 авіаударів та 50 обстрілів українських позицій та населених пунктів (повідомляється про жертви серед цивільного населення та пошкодження інфраструктури). Українські військово-повітряні сили завдали шість авіаударів по районах зосередження, а артилерія завдала ударів по трьох блокпостах, трьох районах зосередження та артилерійському складу і складу боєприпасів.
Голова ОВА Олександр Прокудін заявив, що Росія здійснила численні атаки на Херсонську область, в результаті яких загинула щонайменше одна цивільна особа і ще троє отримали поранення. За словами Прокудіна, по області було випущено 577 снарядів з артилерії, мінометів, танків, гранатометів, безпілотників і літаків; Херсон атакували 26 разів.

### 19 листопада
Російські окупанти атакували Україну з Курської області ударними БпЛА типу Shahed. Протиповітряна оборона працювала у Київській, Полтавській та Черкаській областях. В результаті протиповітряного бою знищено 15 з 20 ударних БпЛА Shahed-136/131.
Зранку п'ятеро людей, у тому числі 3-річна дівчинка, були поранені в результаті російської атаки на житлові квартали Херсона.
Близько 18:30 росіяни з мінометів обстріляли цивільну інфраструктуру міста Середина-Буда, внаслідок влучання задинув один місцевий житель.
Зеленський за поданням міністра оборони змінив командувача Медичних сил Збройних Сил України. Замість Тетяни Остащенко новим командувачем призначено генерал-майора медичної служби Анатолія Казмірчука.
Продовжився наступ на Мелітополь та утримання зайнятих позицій на лівому березі Дніпра. Російські війська атакували на Куп'янському, Лиманському, Бахмутському, Авдіївському, Мар'їнському та Шахтарському напрямках, де було відбито до 46 атак. На Куп'янському, Лиманському та Бахмутському напрямках українці відбили 7 обстрілів у районі Синьківки, Петропавлівки та Іванівки, 11 — у районі Ключівки та Андріївки, на південь від Бахмута обстріли продовжуються. У напрямку Авдіївки та Маріїнська росіяни продовжували спроби оточити Авдіївку, але українські війська тримали оборону, відбивши 12 атак в районі Новоклинового, Новобахмутівки, Північного та Авдіївки. Також вони відбили 16 обстрілів у районах Мар'їнки, Новомихайлівки та Побєди. На Шахтарському напрямку російсько-терористичні війська здійснили обстріли поблизу Старомайорська. Протягом дня Росія здійснила один ракетний наліт, 17 авіаударів та 94 обстріли українських позицій та населених пунктів (повідомляється про жертви серед мирного населення та зруйновану інфраструктуру). Українська авіація завдала двох авіаударів по місцях зосередження бойовиків, а артилерія — по двох місцях зосередження та трьох складах боєприпасів.
Генеральний прокурор України Андрій Костін заявив, що було зібрано докази близько 109 000 російських воєнних злочинів, причому більшість звинувачень стосуються злочинів проти людяності, а понад 250 випадків пов'язані з екологічними злочинами. Наразі Україна ідентифікувала понад 400 підозрюваних воєнних злочинців; близько 300 особам було пред'явлено звинувачення і 66 засуджено.
ЗСУ вдарило 5-а ракетами по зібранню військових у селі Кумачове, що прийшли на концерт Поліни Меньших. Окупанти відзначали День ракетних військ. Співачка і ще мінімум 19 військових загинуло, також повідомляють про більше сотні поранених.

### 20 листопада
Російські війська обстріляли Нікополь Дніпропетровської області. Унаслідок атаки є загибла і постраждалий.
Очільник Пентагону Ллойд Остін і командувач ЗС США в Європі Крістофером Каволі зустрілися із Президентом України Володимиром Зеленським під час візиту до Києва і пообіцяв продовження підтримки оборонних потреб України. Сполучені Штати оголосили про черговий пакет військової допомоги Україні на 100 мільйонів доларів, який, серед іншого, включає: нову пускову установку M142 HIMARS (яка, ймовірно, буде адаптована для стрільби ракетами GLSDB) і боєприпаси до неї, пускові установки FIM-92 Stinger, артилерійські снаряди калібру 155 і 105 мм, а також протитанкову зброю Javelin і AT4.
Японська делегація передала Україні 40 автомобілів, 50 металодетекторів, 150 контейнерів, рідину для пожежогасіння.
Україна та Росія обмінялися тілами загиблих. В Україну, за даними відомства, повернулися тіла 94 людей. У Росію, за словами депутата Держдуми Шамсаїла Саралієва, — 80.
Український Генштаб заявив, що триває наступ у напрямку Мелітополя та утримання зайнятих позицій на лівому березі Дніпра. Російська армія атакувала на Куп'янському, Бахмутському, Авдіївському, Мар'їнському, Шахтарському та Запорізькому напрямках, де було відбито до 70 атак. На Куп'янському та Бахмутському напрямках українці відбили 10 атак у районі Синьківки та Петропавлівки, 20 — у районі Ключівки та Андріївки, на південь від Бахмута продовжуються обстріли. На Авдіївському та Мар'їнському напрямках росіяни продовжували спроби оточити Авдіївку, але українські війська тримали оборону, відбивши 10 атак поблизу Новобахмутівки, Степового, Авдіївки та Первомайського. Вони також відбили 12 атак в районі Мар'їнки, Новомихайлівки та Побєди. На Шахтарському та Запорізькому напрямках російські війська здійснили щонайменше два обстріли поблизу Старомайорського. Роботиного та Вербового. Протягом дня РФ здійснила п'ять ракетних ударів, 10 авіаударів та 20 обстрілів українських позицій та населених пунктів (повідомляється про жертви серед мирного населення та зруйновану інфраструктуру). Українські військово-повітряні сили завдали 2 авіаудари по місцях зосередження бойовиків, а артилерія завдала удару по складу боєприпасів.
Олександр Прокудін повідомив, що російські війська влучили в транспортний об'єкт у Херсоні, в результаті чого двоє водіїв загинули і одна людина отримала поранення; було пошкоджено житловий будинок і транспортні засоби. Крім того, російські війська здійснили 51 атаку на півдні країни, використовуючи міномети, артилерію, установки «Град», танки, безпілотники та авіацію.
В результаті обстрілу Нікополя загинула 83-річна жінка і поранено 53-річного чоловіка; пошкоджено кілька житлових будинків, автомобілів, а також лінії електро- та газопостачання.
ISW повідомив, що російські війська здійснювали атаки на лінії Куп'янськ-Сватово-Кремінна, поблизу Бахмута та Авдіївки, на захід і південний захід від Донецька, на кордоні Донецької та Запорізької областей і в західній частині Запорізької області, дещо просунувшись на деяких ділянках.

## 21—30 листопада

### 21 листопада

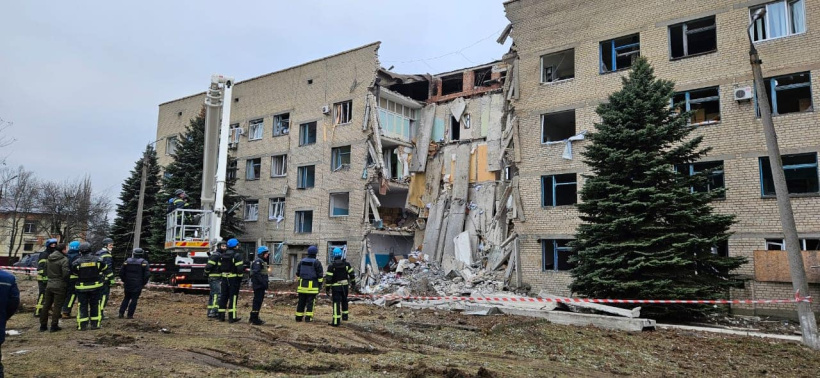
Центральна міська лікарня в Селидовому після нічного російського ракетного обстрілу 21.11.2023

Уночі територія України була атакована ударними БПЛА, що окупанти запускали з південно-східного напрямку (Приморсько-Ахтарськ, РФ). На Донецькому напрямку вони застосували чотири зенітні керовані ракети С-300, а ще крилату ракету наземного базування «Іскандер-К» із району Джанкоя. Силами та засобами Повітряних сил ЗСУ було знищено 9 з 10 ворожих безпілотників «Shahed» і 1 ракету «Іскандер-К». У Генштабі ЗСУ сповістили про прильоти по Покровському району Донеччини руйнувань зазнали центральна міська лікарня, будівлі шахти й цивільна інфраструктура.
65-річний чоловік загинув і 57-річний чоловік був поранений в результаті російських авіаударів по Бериславу. Згідно з повідомленнями, російські сили скинули 28 авіабомб на Бериславський район, у тому числі 12 бомб ФАБ на саме місто. Внаслідок атак було пошкоджено підприємство, магазин та будівлю автошколи. Прокудін також повідомив, що за останні 24 години російські війська 44 рази атакували Херсонську область, в результаті чого загинули щонайменше двоє цивільних осіб і ще троє отримали поранення.
Уранці, російські війська атакували селище Козача Лопань Харківської області, унаслідок чого загинув цивільний чоловік.

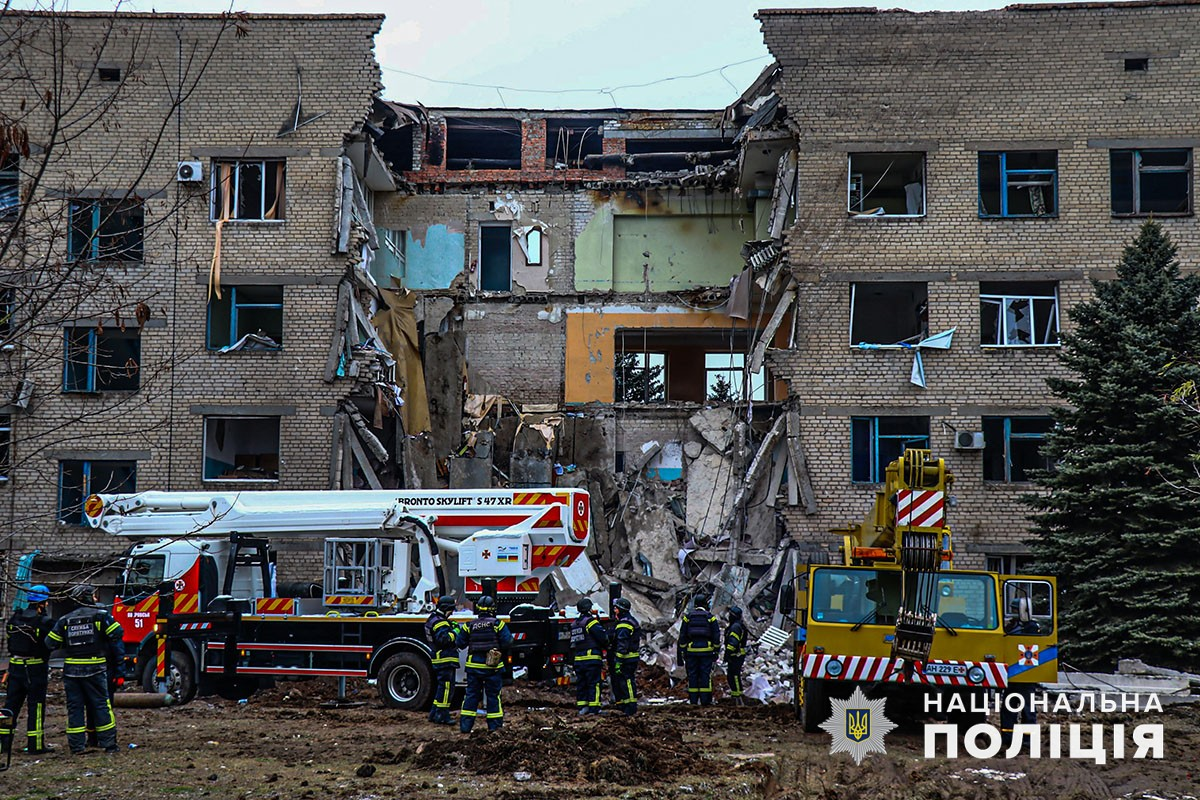
Залишки лікарні після влучання ракетою. 21.11.2023

Голова Міністерства внутрішніх справ Ігор Клименко заявив, що російські війська випустили чотири ракети С-300 по лікарні та шахті в Донецькій області, в результаті чого загинула щонайменше одна людина і шестеро отримали поранення. Дві ракети влучили в Центральну міську лікарню в Селидовому, пошкодивши дві будівлі та поранивши щонайменше шістьох людей. Через кілька хвилин дві ракети влучили в шахту в іншій частині області; одна людина загинула, а 39 робітників тимчасово опинилися під землею. Кілька будівель, транспортних засобів та об'єктів енергетичної інфраструктури були зруйновані в результаті атаки.
Міністр оборони Німеччини Борис Пісторіус прибув до України з візитом. У міноборони Німеччини зазначили, що своїм візитом Борис Пісторіус хоче ще раз підтвердити підтримку України з боку Німеччини.
Президент Європейської ради Шарль Мішель, що також прибув з візитом до Києва, пообіцяв зробити все можливе, щоб Україна та Молдова до кінця року отримали рішення про початок переговорів про вступ до ЄС. Європейський парламент погодився відкрити офіс в Україні для посилення підтримки українського парламенту на прохання високопосадовців українського уряду.
У Силах оборони Півдня розповіли, що окупанти вдарили по Одесі вдень та ввечері протирадіолокаційними ракетами типу Х-31П. У такий спосіб росіяни намагалися виявити системи ППО України та знищити їх. Внаслідок обстрілу в 18:57 Одесі та Білгород-Дністровському районі області постраждали адміністративні будівлі та припортова інфраструктура.
Лейтенант 47-ї механізованої бригади Олександр Ширшин в інтерв'ю The Wall Street Journal заявив, що Росія стягнула потужні сили в район Авдіївки, які «Крок за кроком вони захоплюють наші позиції». На противагу цьому, військовий експерт, генерал у відставці Ігор Романенко заявив, що Україна має проблеми з постачанням боєприпасів та заміною знекровлених підрозділів. Підрозділи були в середньому на 20—40 % недоукомплектовані особовим складом, і в результаті солдати, що залишилися, були втомлені.
Український штаб повідомив, що триває наступ у напрямку Мелітополя та утримання зайнятих позицій на лівому березі Дніпра. Російська армія наступала на Куп'янському, Лимансько-Бахмутському, Авдіївському, Мар'їнському, Шахтарському та Запорізькому напрямках, де було відбито до 48 атак. На Куп'янському, Лиманському та Бахмутському напрямках українці відбили три атаки в районі Синьківки та Петропавлівки, атаку під Сіверськом та п'ять атак під Ключіївкою; на південь від Бахмута продовжуються обстріли. У напрямку Авдіївки та Маріїнська росіяни продовжували спроби оточити Авдіївку, але українські війська тримали оборону, відбивши 13 атак поблизу Новобахмутівки, Авдіївки, Сєверного та Первомайського. Вони також відбили 18 обстрілів в районі Мар'їнки та Новомихайлівки. На Шахтарському та Запорізькому напрямках російські війська здійснили щонайменше два обстріли поблизу Старомайорського, Роботиного та Кам'янського. Протягом доби Росія здійснила п'ять ракетних ударів, 61 авіаудар та 60 обстрілів українських позицій та населених пунктів (повідомляється про жертви серед мирного населення та зруйновану інфраструктуру). Українська авіація завдала шість авіаударів по районах зосередження і два по зенітно-ракетних комплексах; артилерія знищила командний пункт, три райони зосередження і два склади боєприпасів.
За даними ISW, українські та російські війська продовжували наступальні дії на сході та півдні України, незважаючи на дощову та сніжну погоду. ISW повідомила, що російські війська здійснювали атаки на лінії Куп'янськ-Сватово-Кремінна, поблизу Бахмута і Авдіївки, на захід і південний захід від Донецька, на кордоні Донецької і Запорізької областей і в західній частині Запорізької області, просунувшись на деяких ділянках.
Місія спостерігачів Організації Об'єднаних Націй в Україні заявила, що щонайменше 10 000 цивільних осіб, у тому числі понад 560 дітей, були вбиті та понад 18 500 отримали поранення з моменту вторгнення Росії в Україну в лютому 2022 року. 86 % жертв серед цивільного населення зафіксовано на підконтрольній Києву території України, але реальна кількість загиблих і поранених, ймовірно, набагато вища.

### 22 листопада
Росіяни завдали авіаційного удару, застосувавши 14 БпЛА типу «Shahed-136/131» та крилату ракету Х-22. Всі ворожі дрони знищено.
Олександр Тарнавський повідомив, що російські війська, які діють на південному фронті, значно збільшили кількість атак і рейдів, проте українські війська успішно обороняються і контратакують, завдаючи росіянам значних втрат. З 21 листопада російська армія здійснила 29 авіаційних нальотів і майже 1000 артилерійських обстрілів півдня країни. Українська армія все ще тримала великі сили в Авдіївці, оточеній з трьох сторін. Тарнавський додав, що Росія зазнала великих втрат, у тому числі 500 солдатів убитими та знищеними три машини, танки, військову техніку та три склади боєприпасів.
Росіяни атакували на Куп'янському, Авдіївському, Мар'їнському, Шахтарському та Запорізькому напрямках, де було відбито до 74 атак. На Куп'янському та Бахмутському напрямках українці відбили 12 обстрілів в районах Синьківки, Петропавлівки та Іванівки, а також продовжили обстріли на південь від Бахмута. На Авдіївському та Мар'їнському напрямках росіяни продовжували спроби оточити Авдіївку, але українські війська тримали оборону, відбивши 30 атак в районах Новобахмутівки, Ласточкіна, Авдіївки та Первомайського. Також вони відбили 18 обстрілів у районах Мар'їнки та Новомихайлівки. На Шахтарському та Запорізькому напрямках російські війська здійснили щонайменше п'ять обстрілів в районі Старомайорського та Роботиного, де було здійснено чотири спроби повернути втрачені позиції. Протягом дня Росія здійснила три ракетні удари, 41 авіаудар та 64 обстріли українських позицій та населених пунктів (повідомлялося про жертви серед мирного населення та зруйновану інфраструктуру). Українська авіація завдала 11 авіаударів по місцях зосередження, а артилерія знищила 13 місць зосередження, блокпост, зенітну установку, чотири артилерійські установки та склад боєприпасів.
В Криму на березі знайшли український неушкоджений морський дрон Magura V5.
Вранці російські війська чотири рази обстріляли Нікополь з артилерії, поранивши двох цивільних осіб і пошкодивши вісім приватних будинків, транспортні засоби та газопровід; 1200 сімей залишилися без електрики через пошкодження ліній електропередач.
Російське Россия-24 заявило, що російський військовий кореспондент Борис Максудов загинув в результаті уламкових поранень після атаки безпілотника, здійсненої українськими силами на Запорізькому фронті. Російські слідчі заявили, що українці завдали удару по групі російських журналістів в окупованій Запорізькій області осколковими снарядами та безпілотником.

### 23 листопада
Протягом доби було ліквідовано 1130 окупантів, 20 танків та 36 ББМ. Командувач Таврійського угруповання генерал Олександр Тарнавський підтвердив, що Росія розпочала третю хвилю невибіркових обстрілів в районі Авдіївки, де «ситуація дійсно складна». Українські військові утримують оборону та відбивають атаки. Тернавський повідомив, що російські втрати в живій силі та бронетехніці зростають, загинуло 700 солдатів, знищено вісім танків, 13 бронетранспортерів, вісім артилерійських систем, дві зенітні установки, 15 безпілотників та два склади з боєприпасами.
Росія атакувала на Куп'янському, Бахмутському, Авдіївському, Мар'їнському, Шахтарському та Запорізькому напрямках, де було відбито до 64 атак. На Куп'янському та Бахмутському напрямках українці відбили три атаки в районі Синьківки та 11 атак поблизу Ключівки та Андріївки, а також продовжили обстріли на південь від Бахмута. У напрямку Авдіївки та Маріїнська росіяни продовжували спроби оточити Авдіївку, але українські війська тримали оборону, відбивши 20 атак поблизу Новокалиново-Авдіївки та Первомайського. Також було відбито 14 атак у районах Мар'їнки, Георгіївки та Новомихайлівки. На Шахтарському та Запорізькому напрямках російська армія здійснила невдалі атаки поблизу Старомайорського та Вербовського. Протягом дня російська армія здійснила два ракетних удари, 42 авіаудари та 63 обстріли українських позицій та населених пунктів (повідомляється про жертви серед мирного населення та зруйновану інфраструктуру). Українська авіація завдала 11 авіаударів по районах зосередження, а артилерія знищила три райони зосередження, блокпост, склад боєприпасів, зенітну установку і чотири артилерійські одиниці.
У нічі в російському місті Литкаріно, яке розташоване поруч із Москвою, стався вибух. Так, місцеві жителі помітили спалах на електростанції, а після там почалася пожежа.
Російським військам вдалось продвинутись в районі Кліщіївки. Основні бої, на цьому напрямку, відбуваються в районі Степового.
Ворог обстріляв Чорнобаївку що на Херсонщині. Відомо про 3 загиблих і 5 поранених. Було пошкоджено близько 60 будівель, у тому числі приватні будинки. Раніше вранці російські війська завдали удару по Бериславу, в результаті якого загинув 70-річний мирний житель.
Росіяни за добу завдали 109 ударів із артилерії, безпілотників і реактивних систем залпового вогню по населених пунктах Запорізької області, є руйнування, повідомив голова обласної військової адміністрації Юрій Малашко. Ворог здійснив 6 БПЛА-атак по Гуляйполю, Малій Токмачці, Полтавці, Новоданилівці та Малих Щербаках, авіаційний удар по Новодарівці та двічі обстріляв із РСЗВ Малу Токмачку.
Відбулася зустріч у форматі «Рамштайн». Серед оголошених пакетів допомоги від партнерів після Рамштайн-17:
- сформовано нову коаліцію наземних засобів протиповітряної оборони. До неї долучилися 20 країн (Ground-Based Air Defence), лідери — Німеччина та Франція;
- за підсумками вчорашнього візиту міністра оборони Німеччини, вже оголосили про допомогу на $1,4 млрд — сюди входять системи IRIS-T з керованими ракетами, 8 тис. нових протитанкових мін, один комплект системи Patriot, додаткові 155-міліметрові артилерійські боєприпаси — усе Україна має отримати до середини грудня;
- Нідерланди підготували €2 млрд на військову допомогу Україні;
- лідер ІТ-коаліції — Естонія надає фінансування на суму $500 тис. на діяльність ІТ-коаліції на додаток до зобов'язань Люксембургу у розмірі €10 млн;
- Велика Британія та Норвегія в рамках Морської коаліції шукатимуть способи посилити безпеку у Чорному морі.

Міністерство оборони Великої Британії заявило, що російські та українські війська продовжують зазнавати важких втрат внаслідок дальніх високоточних ракетних обстрілів. 10 листопада 70 російських солдатів загинули в результаті нападу на колону вантажівок, здійсненого в 23 км за лінією фронту в селі Гладківка. 19 листопада російські солдати, які брали участь у церемонії нагородження або концерті в Кумачеві, що за 60 км за лінією фронту, зазнали нападу. 3 листопада російська ракета вбила 19 солдатів 128-ї штурмової бригади під час церемонії нагородження. За словами міністерства, «військовослужбовці зазвичай знають про дальність дії ворожого озброєння. Однак, зіткнувшись з реальністю дуже тривалих боїв, командири стикаються з серйозною дилемою. Адже вони повинні вирішити, чи залишати свої війська розпорошеними, зменшуючи таким чином їхню вразливість до нападу, чи сконцентрувати їх в одному місці, щоб забезпечити ефективне командування і підтримати бойовий дух».

### 24 листопада
Зранку росіяни атакували трьома ударними БпЛА типу Shahed із південно-східного напрямку, всі були знищені.
OsintFlow встановили імена співробітників групи компаній концерну «Калашніков», яка належить концерну «Ростех», які брали участь у виготовленні, продажі, обслуговуванні та просуванні продукції військового призначення, яка використовується РФ у агресії проти України.
Канада збільшить військову допомогу Києву, надавши 11 тисяч штурмових гвинтівок і мільйони набоїв, пообіцяв прем'єр-міністр Канади Джастін Трюдо.
Російсько-терористичні війська наступали на Куп'янському, Лиманському, Бахмутському, Авдіївському, Мар'їнському та Запорізькому напрямках, де було відбито до 74 атак. На Куп'янському, Лиманському та Бахмутському напрямках українці відбили 15 обстрілів у районі Синьківки, Петропавлівки та Стельмахівки, атаки у Серебрянському лісі та 11 обстрілів поблизу Богданівки, Іванівського, Ключівки та Андріївки, а також продовжили обстріли на південь від Бахмута. У напрямку Авдіївки та Маріїнська росіяни продовжували спроби оточити Авдіївку, але українські війська тримали оборону, відбивши 30 атак поблизу Новоклинового, Новобахмутівки, Авдіївки, Північного та Первомайського. Також було відбито 10 атак у районі Мар'їнки та Новомихайлівки. На Запорізькому напрямку російські війська сім разів намагалися зайняти позиції в районі Роботиного та Новопокровки. Протягом доби Росія здійснила сім ракетних ударів, 29 авіаударів та 36 обстрілів українських позицій та населених пунктів (повідомляється про жертви серед мирного населення та зруйновану інфраструктуру). Військово-повітряні сили України завдали дев'ять авіаударів по районах зосередження, а артилерія обстріляла два блокпости, чотири райони зосередження, два артилерійські підрозділи та центр матеріально-технічного забезпечення.
Голова ОВА Олександр Прокудін повідомив, що близько 16:00 в результаті обстрілу російською артилерією селища Дніпровський в Херсонській області загинув 50-річний чоловік і була поранена 44-річна жінка. Прокудін також повідомив, що за останню добу в Херсонській області загинули три людини і 11 отримали поранення, в тому числі троє дітей; також було пошкоджено дитячу бібліотеку. Область потрапила під обстріл з різних видів зброї, включаючи артилерію, танки, міномети, реактивні системи залпового вогню, літаки та безпілотники.
Президент Володимир Зеленський заявив на прес-конференції, що Україні необхідно досягти трьох ключових «перемог» на міжнародній арені, зокрема переконати Конгрес США та Європейський Союз схвалити план допомоги та офіційно розпочати переговори про вступ до ЄС. Крім того, Зеленський оголосив про звільнення Юрія Кондратюка з посади першого заступника командувача Національної гвардії України та заміну його на Вадима Гладкова. Три інші заступники командувача — Олександр Набок, Олег Сагон і Миколенко — також були звільнені, і їх замінять Олександр Білоус і Олексій Осипенко.
У свою чергу, голова Ради національної безпеки і оборони України Олексій Данілов повідомив «Радіо Україна», що готується план демобілізації військовослужбовців строкової служби, які відслужили «строкову службу» і воювали понад 18 місяців.
Міністерство оборони Великобританії повідомило, що здатність Чорноморського флоту використовувати базу в Новоросійську для завантаження крилатих ракет на кораблі може стати важливим фактором ефективності формування. Раніше флот завантажував крилаті ракети на базі в Севастополі, але оскільки об'єкт все частіше опинявся під загрозою українських атак з далекої відстані, Росія, ймовірно, розглядала Новоросійськ як найкращу альтернативу. Однак переміщення туди ракетних зарядів вимагало б нових процесів доставки, зберігання, обробки і завантаження.
BBC повідомила, що близько 650 000 українців у віці 18—60 років виїхали з України до Європи з моменту вторгнення Росії в Україну в лютому 2022 року. На той час понад 500 000 з них проживали в 27 країнах-членах Європейського Союзу, а також у Швейцарії та Норвегії, і багато з них були недокументованими.

### 25 листопада
Протиповітряною обороною України вночі знищено 74 з 75 ударних БПЛА Shahed-131/136. Через масований обстріл у Києві пошкоджені електромережі. Є аварійні відключення світла. Також зафіксовані руйнування жилих та побутових приміщень у наслідок падіння дронів у Києві, постраждало 5 людей. Росія вперше застосувала пофарбовані в чорний колір дрони, щоб ускладнити роботу ППО.

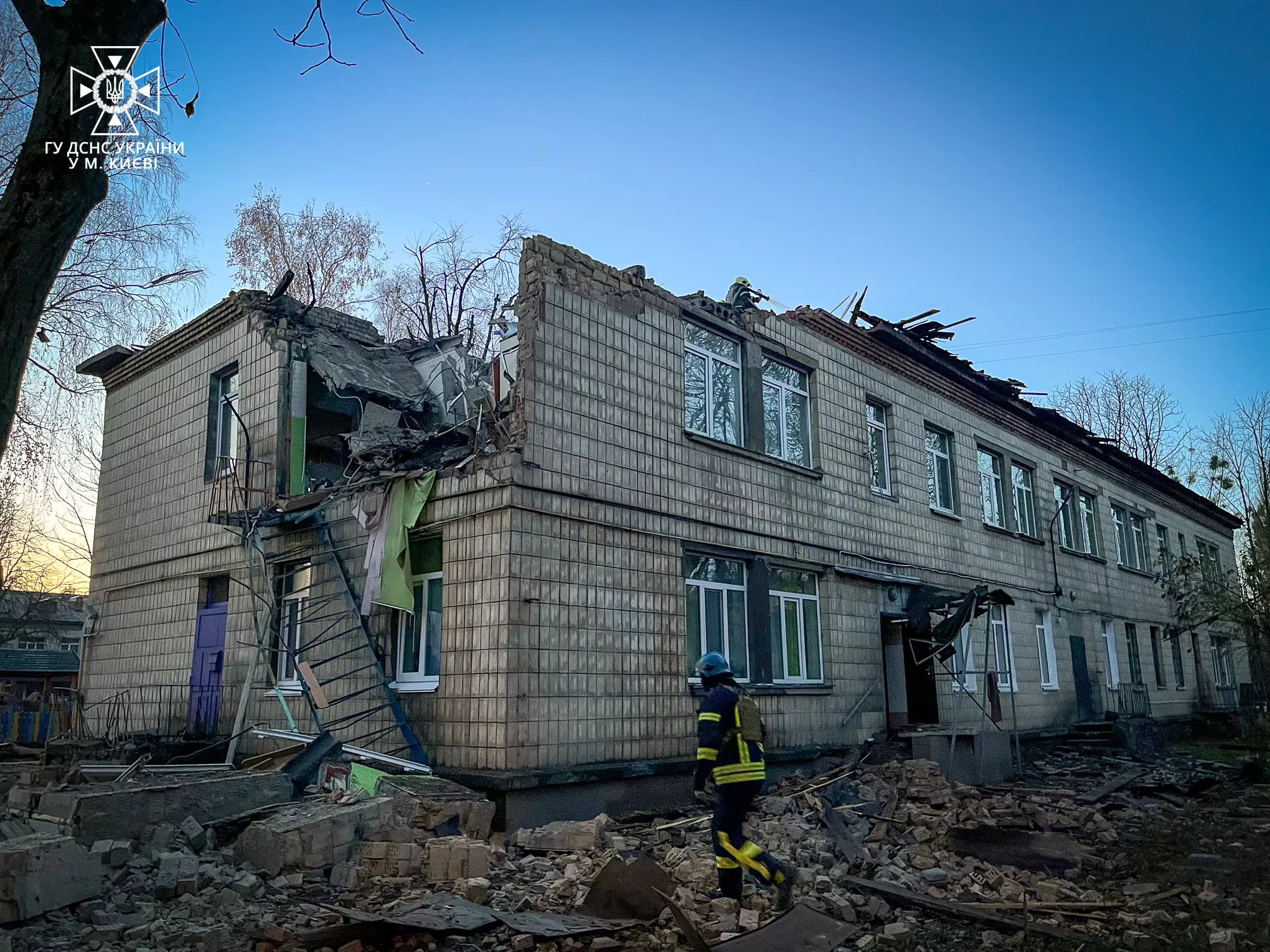
Руйнування дитячого садка в Києві після атаки російського безпілотника. 25.11.2023

Як повідомляє, Голова ОВА Олександр Прокудін, противник здійснив 58 обстрілів, випустивши 332 снаряди з мінометів, по місту Херсон ворог випустив 30 снарядів.
Росія атакувала в напрямках Куп'янська, Бахмута, Авдіївки, Мар'їнки, Шахтарська та Запоріжжя, де було відбито до 58 атак. На Куп'янському та Бахмутському напрямках українці відбили 4 атаки в районі Синьківки та Іванівки, 10 — біля Ключівки та Андріївки, а також продовжили обстріли на південь від Бахмута. На Авдіївському та Мар'їнському напрямках росіяни продовжували спроби оточити Авдіївку, але українські війська тримали оборону, відбивши 23 атаки поблизу Степового, Авдіївки, Первомайського та Новоклинового. Дев'ять атак також було відбито в районі Мар'їнки та Новомихайлівки. На Шахтарському та Запорізькому напрямках російські війська здійснили невдалі атаки на південь від Золотої Ниви та на схід від Старомайорська, а також вісім разів намагалися повернути позиції біля Роботиного. Протягом дня Російська Федерація здійснила чотири ракетних удари, 109 авіаударів та 59 обстрілів українських позицій та населених пунктів (повідомлялося про жертви серед цивільного населення та пошкодження інфраструктури). Українська авіація завдала 11 авіаударів по районах зосередження, а артилерія обстріляла 11 районів зосередження, чотири артилерійські підрозділи, блокпост і склад боєприпасів.
За даними ISW, росіяни використовували новий тип безпілотників під час масованої атаки на Київ, які були чорного кольору і містили матеріал, що поглинав радіолокаційні сигнали, що ускладнювало їх виявлення; російські військові блогери стверджували, що безпілотники під назвою «чорний Гірун» або «Фірун» були вперше використані під час атаки. Українські та російські війська продовжували стикатися з проблемами, пов'язаними із застосуванням систем радіоелектронної боротьби на лінії фронту. Російські війська здійснювали обстріли вздовж лінії Куп'янськ-Сватово-Кремінна, поблизу Бахмута та Авдіївки, на захід і південний захід від Донецька, на кордоні Донецької та Запорізької областей і в західній частині Запорізької області, просунувшись на деяких ділянках.
Міністерство оборони Великої Британії повідомило, що Росія перекинула зенітні системи з району Кенігсберга в Україну. Це сталося після збільшення втрат зенітних систем С-400 на окупованій частині України наприкінці жовтня цього року. За словами міністерства, Росія розглядає регіон Кенігсберга як один з найбільш стратегічно чутливих регіонів, тому «той факт, що Міністерство оборони Росії, схоже, готове прийняти додатковий ризик тут, підкреслює навантаження, яке війна поклала на деякі з ключових сучасних сил і засобів Росії».
Азербайджан передав Україні машину для розмінування Revival P. Президент Швейцарії Ален Берсе відвідав українську столицю і зустрівся з президентом Зеленським, щоб обговорити, серед іншого, використання заморожених російських активів для підтримки України та Швейцарії в реалізації мирного плану, запропонованого Зеленським.

### 26 листопада
Уночі Росія випустила по Україні 9 БпЛА типу «Shahed» з південно-східного напрямку. Силам ППО вдалося збити 8 з 9 ворожих безпілотників.
О 4:25 у Москві Сергій Собянін заявив про наліт українських БПЛА. За його словами, вони нібито були збиті системою протиповітряної оборони в районі Наро-Фомінська та Одинцівського міського округу. На деякий час роботу припиняли столичні аеропорти «Домодєдово» та «Внуково». Ще кілька дронів нібито знищено силами ППО у Брянській та Калузької областях.
За даними ISW, російські війська підтвердили просування на північний захід і південний схід від Авдіївки, дещо просунувшись у районі Красногорівки та у східній частині промзони на південно-східній околиці міста. Військові блогери стверджують, що росіяни захопили «всю промзону в районі залізничної станції Ясинувата-2» і зайняли позиції біля залізничної колії, що прилягає до коксохімічного комплексу в Авдіївці. На противагу цьому, інший блогер заявив, що українці відбили всі російські атаки на комбінат, а також в районі Степового, і оцінив, що «просування російських військ минулого тижня безпосередньо не загрожувало українським силам і в цілому не вплинуло на російські спроби захопити Авдіївку, а є просто продовженням лінії фронту». Тим часом, російські війська здійснювали атаки вздовж лінії Куп'янськ-Сватово-Кремінна, поблизу Бахмута та Авдіївки, на захід і південний захід від Донецька, на кордоні Донецької та Запорізької областей і в західній частині Запорізької області, просуваючись вперед на деяких ділянках. Крім того, російські війська скаржилися на слабкість російських ліній зв'язку на східному березі Херсонської області.
НЗФ атакували на Куп'янському, Лиманському, Бахмутському, Авдіївському, Мар'їнському та Запорізькому напрямках, де було відбито до 63 атак. На Куп'янському, Лиманському та Бахмутському напрямках українці відбили 7 атак в районі Синьківки та Новоселівського, атаки в районі Серебряного лісу та 10 атак в районі Богданівки, Ключівки та Андріївки, а також продовжили обстріли на південь від Бахмута. У напрямку Авдіївки та Маріїнська росіяни продовжували спроби оточити Авдіївку, але українські війська тримали оборону, відбивши 30 атак поблизу Новоклинового, Північного, Степового, Авдіївки та Первомайського. Також було відбито сім атак у районі Мар'їнки та Новомихайлівки. На Запорізькому напрямку російські війська здійснили невдалі атаки на захід від Вербового. За добу Росія здійснила один ракетний наліт, 34 авіаудари та 51 обстріл українських позицій та населених пунктів (повідомляється про жертви серед мирного населення та зруйновану інфраструктуру). Українські військово-повітряні сили завдали три авіаудари по місцях зосередження бойовиків, а також здійснили артилерійський обстріл двох місць зосередження та складу боєприпасів.
Міністерство оборони Великої Британії повідомило, що за останні шість тижнів російська сторона зафіксувала одні з найвищих показників втрат з початку війни, що значною мірою пов'язано з російським наступом на Авдіївку. Міністерство оборони, посилаючись на дані української розвідки, повідомило, що в листопаді втрати росіян становили в середньому 931 особу на день.

### 27 листопада
За даними британського Міноборони, Україна запекло захищала Авдіївку. В останні дні росіяни не досягли значного прогресу у фланговій атаці з півночі, спрямованій на оточення міста. З початку жовтня 2023 року російські війська просунули лінію фронту в цьому районі на 2 км, втративши при цьому тисячі солдатів. Операція поступово наблизила росіян до коксохімічного заводу, де українці утримували одну з основних оборонних позицій. Крім того, українці все ще контролювали коридор шириною близько 7 км, через який вони постачали місто.
Російська армія наступала на Куп'янському, Лиманському, Бахмутському, Авдіївському, Мар'їнському та Запорізькому напрямках, де було відбито до 84 атак. На Куп'янському, Лиманському та Бахмутському напрямках українці відбили три атаки в районі Синьківки та Петропавлівки, 12 — в районі Серебряного лісу, Терни, Ямполівки та Торського, 10 — в районі Богданівки, Іванівського, Ключівки та Андріївки, а також продовжили обстріли на південь від Бахмута. У напрямку Авдіївки та Маріїнська російські війська продовжували спроби оточити Авдіївку, але українські війська тримали оборону, відбивши 23 атаки поблизу Новобахмутівки, Бердичева, Авдіївки, Опитного, Північного та Тоненького. Також було відбито дев'ять атак в районі Мар'їнки та Новомихайлівки. На Запорізькому напрямку російсько-терористичні війська тричі намагалися повернути позиції в районі Роботиного та Новопрокопівки. Протягом дня Росія здійснила один ракетний наліт, вісім авіаударів та 20 обстрілів українських позицій та населених пунктів (повідомляється про жертви серед мирного населення та пошкодження інфраструктури). Українська артилерія обстріляла командний пункт та три місця зосередження.
Територію Смоленського авіаційного заводу в Росії було атаковано двома безпілотниками. Один безпілотник впав на дах одного з цехів заводу та вибухнув.
Російські військові обстріляли житловий сектор Нікополя. В результаті атаки постраждала жінка. Голова ОВА Олександр Прокудін повідомив, що російські війська здійснили 56 обстрілів у Херсонській області, в результаті чого одна людина отримала поранення.
Близько 20:40 в окупованому Донецьку пролунали вибухи. Очевидці повідомляли, що після гучних вибухів у небі з'явилося світіння.
Міський голова Іван Федоров заявив, що українські партизани знищили проросійських чеченських бойовиків («кадирівців») біля селища Мирне під Мелітополем за допомогою замінованого автомобіля.
Авіапромисловість Росії продовжує отримувати постачання від російської компанії «Авіа ФЕД сервіс», яка зі свого боку закупила більшу частину запчастин в Україні. За час війни «Авіа ФЕД сервіс» поставила Міноборони РФ, Ростеху і президентському льотному загону запчастин щонайменше на 650 млн рублів (2022-липень 2023 року). Більша частина, на 370 млн рублів, прийшла з України. Згідно з митними даними, компанія імпортувала:
- деталі для ремонту літаків Ан-124 виробництва Харківського машинобудівного заводу ФЕД майже на 120 млн рублів,
- запчастини для локаційних станцій вертольотів Ка-32 виробництва київського заводу «Радар» на понад 67 млн рублів,
- деталі для ремонту двигунів Ан-24 і Ан-12 виробництва «Мотор січ» (за радянських часів — запорізьке виробниче об'єднання «Моторобудівник»),
- продукцію київського заводу «Артем», Харківського агрегатного конструкторського бюро, Вовчанського агрегатного заводу та інших українських підприємств приблизно на 170 млн.

Компанія діє через іншу компанію Linker, що зарєстрована в ОАЕ.
Геолокаційні кадри показують незначне просування росіян на північний захід від Красногорівки і на південний схід від Авдіївки.
Наступного року російська влада вперше з радянських часів має намір направити майже третину всіх витрат на армію та оборонно-промисловий комплекс. За рік за статтею «національна оборона» Росія витратить 10,775 трлн рублів ($121,5 млрд) — на 70 % більше, ніж у 2023-му (6,8 трлн рублів), у 2,3 рази більше, ніж у 2022-му (4,7 трлн), та втричі більше за показники довоєнного 2021 року (3,5 трлн). Частка військових витрат у бюджеті, загальний розмір якого 36,6 трлн рублів, досягне 29,5 %.
За даними ISW, негода на півдні України вплинула на темпи бойових дій на лінії фронту, але російські та українські війська продовжували наземні атаки, «хоча й дещо повільнішими темпами через сніг і погану видимість». Російські військові блогери стверджують, що вітер і снігопад погіршили видимість і ускладнили повітряну розвідку на херсонському напрямку, а українці скористалися цими умовами для закріплення позицій на лівому березі Дніпра. Речник АПУ з питань АТО Олександр Штупун повідомив, що на фронті від Авдіївки до західних районів Запорізької області росіяни зменшили кількість артилерійських обстрілів приблизно в 1,5 рази, а використання безпілотників — у шість разів. Водночас російські війська здійснювали обстріли по лінії Куп'янськ-Сватово-Кремінна, під Бахмутом та Авдіївкою, на кордоні Донецької та Запорізької областей і в західній частині Запорізької області, але не досягли жодних підтверджених успіхів. Крім того, українські партизани продовжували нападати на російські об'єкти та органи окупаційної влади по всій території окупованої України.

### 28 листопада
Російські військові зранку завдали удару з артилерії по багатоповерхівці у місті Нікополь Дніпропетровської області, внаслідок чого загинув чоловік та дістали поранення двоє жінок.
О 8:51 росіяни нанесли один ракетний удар по території підприємства в одному з районів Запоріжжя. Одна людина постраждала.
У Генеральній прокуратурі України повідомили, що близько 12:30 за місцевим часом росіяни обстріляли населені пункти Середин-Буди Сумської області, в результаті чого загинули троє людей, у тому числі 7-річна дитина, ще троє загинули. поранений.
За даними ISW, українці утримували позиції на лівому березі Дніпра в Херсонській області, а росіяни продовжували атакувати поблизу Авдіївки, де «підтвердили прогрес». Згідно з повідомленнями, українські сили наступали на лівому березі Дніпра в районі села Пойма та в лісах поблизу Кринок. У західній Запорізькій області українці досягли певних успіхів; Український військовий блогер Костянтин Машовець повідомив, що українські війська досягли успіху на захід від Роботиного, у напрямку міста Копані. Росіяни, своєю чергою, продовжили наступ і незначно просунулися в промзону на південний схід від Авдіївки. Російські військові блогери стверджували, що російські війська відійшли на 1,5 км на схід від коксохімічного заводу. Тим часом російські війська здійснили наступ на лінії Куп'янськ-Сватове-Кремінна, поблизу Бахмута та Авдіївки, на кордоні Донецької та Запорізької областей, а також у західній частині Запорізької області, наступаючи в районі Куп'янська та Авдіївки.
Російська Федерація атакувала в напрямках Куп'янська, Лиману, Бахмута, Авдіївки, Мар'їнки, Шахтарська та Запоріжжя, де було відбито до 87 атак. У напрямку Купаня, Лиманська та Бахмуків українці відбили 5 атак в районі Синьківки та Петропавлівки, 4 атаки в районі Терни та 16 атак біля Богданівки, Кліщівки та Андріївки; Українські війська також продовжили наступ на південь від Бахмута. На Авдіївському та Мар'їнському напрямках російські війська продовжували намагатися оточити Авдіївку, проте українські війська тримали оборону, відбивши 27 атак в районі Новокалинського, Степового, Авдіївки, Тоненького та Первомайського. Також відбито 17 атак в районі Красногорівки, Мар'їнки та Новомихайлівки. У напрямку Шахтаря та Запоріжжя російські війська здійснили щонайменше 9 невдалих атак біля Старомайорського, Водяного, Вербового та Роботиного. За добу Росія завдала 14 ракетних ударів, 80 авіаударів і 68 обстрілів українських позицій і населених пунктів (зафіксовані жертви серед мирного населення та зруйнована інфраструктура). Українська авіація здійснила 13 ударів по місцях зосередження та три — по зенітно-ракетним комплексам, при цьому артилерія знищила командний пункт, п'ять зенітних комплексів, 9 артилерійських установок, склад боєприпасів і станцію радіоелектронної боротьби.
Міністерство оборони Великої Британії повідомило, що в листопаді російські ВПС почали активізувати використання 500-кілограмових касетних бомб РБК-500, які використовувалися на Вугледарському напрямку та поблизу Авдіївки. Залежно від варіанту, кожна бомба РБК-500 випускає 100—350 суббоєприпасів, при цьому кожен суббоєприпас зазвичай детонує сотнями високошвидкісних осколків або одним більшим бронебійним зарядом. Росія, ймовірно, інтегрувала в РБК-500 планерний комплект УМПК, який дозволяє літаку випускати боєприпаси за багато кілометрів від цілі.

### 29 листопада
Вночі росіяни використовували 21 ударний БПЛА «Shahed-136/131», а також 3 керовані авіаційні ракети Х-59 для удару по Україні. Всі бпла були уражені, також вдалось сбити 2 з 3 ракет. Руйнувань зазнало аграрне підприємство в Хмельницькій області.
Російські війська обстріляли Сумську область тричі, про це повідомили у середу у Сумській ОВА.
На окупованій частині Херсонської області, в селі Ювілейне завдяки даним підпілля вдалось нанести ракетний удар по будівлі поліції, в якій у цей момент проводили нараду російські посадовці. Повідомляють про загибель 4 російських високопосадовців, ще 17 людей отримали поранення.
За даними ISW, українські сили продовжували наземні атаки на лівому березі Дніпра в Херсонській області і просунулися вперед. Російські військові блогери стверджують, що українці просунулися вперед в районі села Кринки і окопалися в прилеглому лісовому масиві; біля села йдуть активні бої, а українські позиції атакує російська авіація і артилерія. За повідомленнями російських блогерів, українські війська перекидали на лівий берег Дніпра нові штурмові групи, чисельністю до 400 військовослужбовців. Тим часом, російські війська здійснювали атаки вздовж лінії Куп'янськ-Сватово-Кремінна, поблизу Бахмута та Авдіївки, на кордоні Донецької та Запорізької областей і в західній частині Запорізької області, але не досягли жодних підтверджених просувань.
Російська армія наступала на Куп'янському, Лиманському, Бахмутському, Авдіївському, Мар'їнському, Шахтарському та Запорізькому напрямках, де відбулося 101 бойове зіткнення. На Куп'янському, Лиманському та Бахмутському напрямках українці відбили сім обстрілів у районі Синьківки, Петропавлівки та Стельмахівки, 24 обстріли в районі Серебряного лісу, Терни, Ямполівки та Торської, чотири обстріли поблизу Іванівського та Андріївки, а також продовжили обстріли на південь від Бахмута. На Авдіївському та Маріїнському напрямках російсько-терористичні війська продовжували спроби оточити Авдіївку, але українські війська тримали оборону, відбивши 22 атаки поблизу Степового, Новокалина, Новобахмутівки, Авдіївки, Тоненького, Північного та Первомайського. Також було відбито 11 атак у районі Красногорівки, Мар'їнки та Новомихайлівки. На Шахтарському та Запорізькому напрямках російські війська здійснили щонайменше 12 невдалих обстрілів поблизу Пречухівки та Вербового і п'ять разів намагалися зайняти позиції в районі Роботиного. За добу РФ здійснила 11 ракетних ударів, 28 авіаударів та 43 обстріли українських позицій та населених пунктів (повідомляється про жертви серед мирного населення та зруйновану інфраструктуру). Українська авіація завдала два авіаудари по районах зосередження і два по зенітно-ракетних комплексах; артилерія обстріляла три блокпости, два склади боєприпасів і два райони зосередження.
Міністерство оборони Росії заявило, що російські війська зайняли Хромове, село на західній околиці Бахмута. Україна не прокоментувала ці повідомлення, а агентство Reuters не змогло самостійно перевірити ці заяви. Чорноморський флот Росії опублікував кадри, на яких видно, як фрегат запускає чотири крилаті ракети «Калібр». Російські джерела заявили, що ракети вразили «українську військову інфраструктуру».
Міністерство оборони Великої Британії повідомило, що російські повітряно-десантні війська, ймовірно, почали розгортання новосформованої 104-ї гвардійської повітряно-десантної дивізії в Україні, яка, як вважають, збирається в Херсонській області. За даними міністерства, «дивізія, ймовірно, буде погано підготовленою і навряд чи відповідатиме колишнім елітним стандартам ВДВ. Вона, ймовірно, перебуватиме під пильним контролем російського командувача, відповідального за Херсон, генерал-полковника Михайла Теплінського».
Українські ЗМІ повідомили, що кіберфахівці СБУ спільно з українською хакерською групою Blackjack зламали сайт російського Міністерства праці та отримали доступ до 100 ТБ даних, які містили секретну інформацію щодо вторгнення в Україну.

### 30 листопада
Опівночі, російська армія атакувала село Дар'ївка Херсонської області. Під обстріл потрапили дитсадок та лікарня, четверо людей поранені.
Вночі росіяни атакували 20-ма ударними БпЛА типу «Shahed» з двох напрямків: окупований Крим, Приморсько-Ахтарськ. Крім того, окупанти завдали удару по Донеччині вісьмома зенітними керованими ракетами комплексу С-300. У результаті бойової роботи сили ППО знищили 14 російських БПЛА. Шість бпла атакували Одеську область, вдалось знищити 5, один з бпла влучив у будівлю.
Ракетами С-300 було атаковано Покровськ, Новоградівку та Мирноград. Щонайменше 10 постраждалих, під завалами, ймовірно, знаходяться люди.

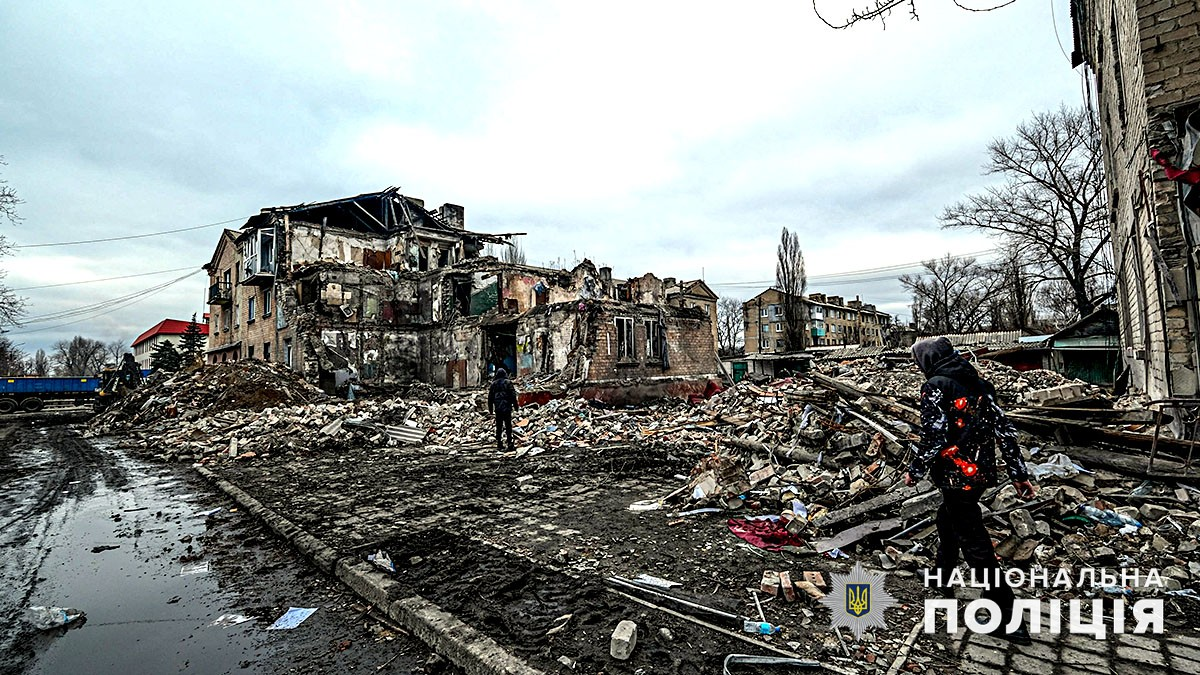
Зруйнований будинок у Новогродівці

В результаті атаки на Новогродівку загинуло 5 і поранено 5 людей.
Російські війська наступали в напрямках Куп'янська, Лиману, Бахмуту, Авдіївки, Мар'їнки та Запоріжжя, де відбулося 82 бойових зіткнення. На Куп'янському, Лиманському та Бахмутському напрямках українці відбили сім обстрілів у районі Синьківки, Петропавлівки та Стельмахівки, шість — у районі Серебряного лісу та Торжка, 24 — біля Богданівки, Андріївки та Клищівки, а також продовжили обстріли на південь від Бахмута. На Авдіївському та Мар'їнському напрямках російсько-терористичні війська продовжували спроби оточити Авдіївку, проте українські війська тримали оборону, відбивши 20 атак поблизу Степового, Новоклинового, Авдіївки, Тоненького, Північного та Первомайського. Також було відбито 10 обстрілів у районі Мар'їнки та Новомихайлівки. На Запорізькому напрямку російські війська здійснили 15 невдалих обстрілів поблизу Роботиного та Вербового. Протягом дня Росія здійснила один ракетний наліт, 28 авіаударів та 80 обстрілів українських позицій та населених пунктів (повідомляється про жертви серед мирного населення та зруйновану інфраструктуру). Українська авіація завдала 10 авіаударів по районах зосередження та один по зенітно-ракетних комплексах, а артилерія обстріляла шість районів зосередження, шість зенітних комплексів, два склади боєприпасів, радіолокаційну станцію та дві станції радіоелектронної боротьби.
За даними ISW, російські війська здійснювали атаки вздовж лінії Куп'янськ-Сватово-Кремінна, поблизу Бахмута та Авдіївки, на кордоні Донецької та Запорізької областей і в західній частині Запорізької області, але не здійснили жодних підтверджених просувань уперед. Український військовий спостерігач повідомив, що план російської влади сформувати два танкові батальйони протягом приблизно чотирьох місяців, використовуючи техніку з двох довгострокових складів озброєння і техніки, свідчить про нестачу боєздатного озброєння і військової техніки. Крім того, російська окупаційна влада продовжила свої зусилля з мілітаризації української молоді на окупованих територіях.
Українські ЗМІ повідомили, що за серією нічних вибухів у Північномуйський тунелі (майже 5 000 км від України) на Байкало-Амурській магістралі на крайньому сході Бурятії, спрямованих проти товарного потягу, стоїть Служба безпеки України. Хоча СБУ офіційно не визнала ці вибухи, українська військова розвідка взяла на себе відповідальність за серію диверсійних атак на залізничну інфраструктуру в Московській області.
Про події наступного місяця — див. у статті Хронологія російського вторгнення в Україну (грудень 2023)